# 神奈川中央交通平塚営業所

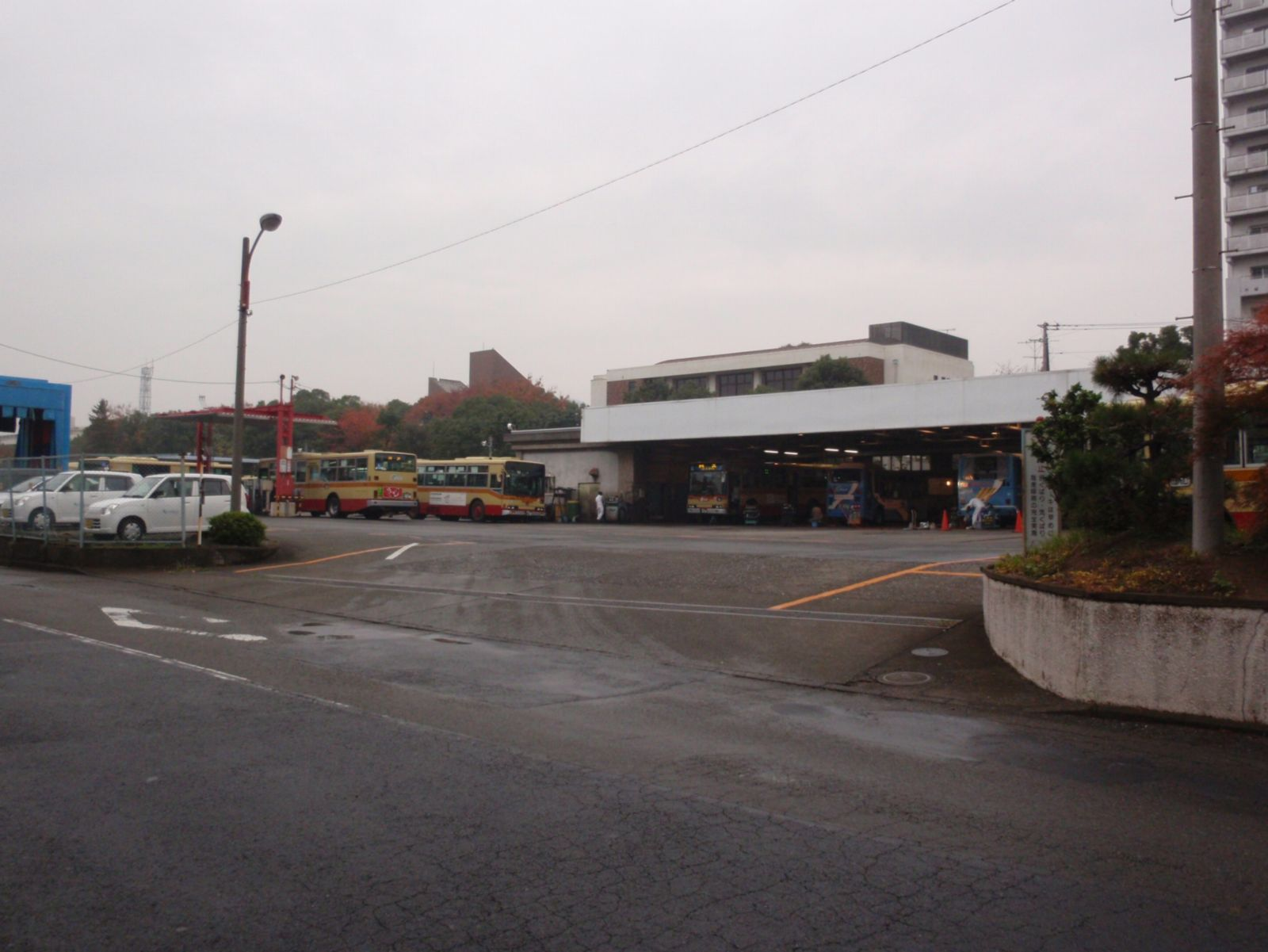
八幡操車所

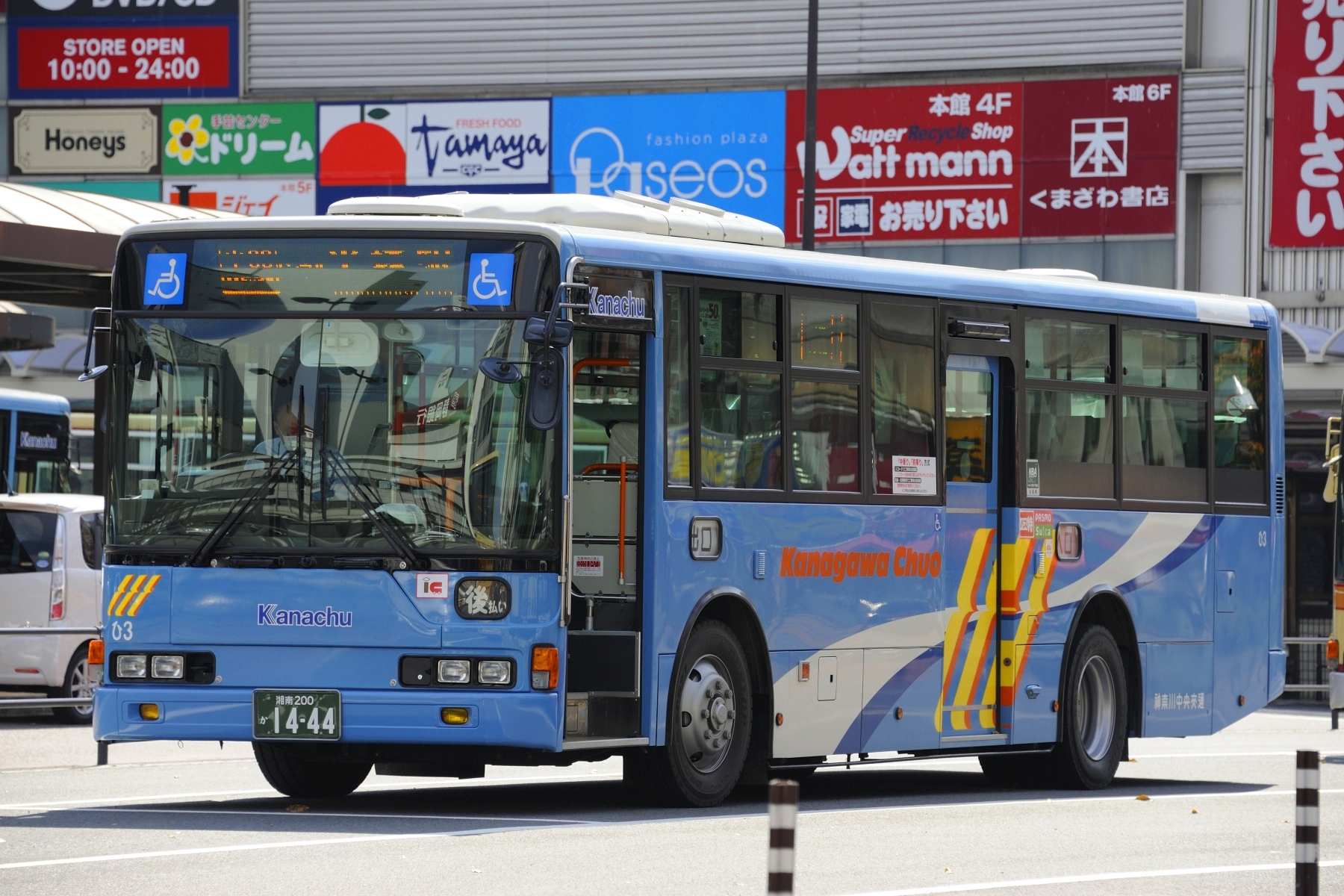
平塚営業所所属の貸切兼用車 (ひ3)

神奈川中央交通平塚営業所（かながわちゅうおうこうつうひらつかえいぎょうしょ）は、神奈川県平塚市田村にある神奈川中央交通の営業所。バスの社番などに用いられる営業所の略号は「ひ」を使用する。最寄りのバス停留所は「田村車庫」。神奈中観光神奈川営業所と車庫を共用している。
神奈川中央交通西に運行管理を全面委託していたほか、一部路線は同社の自社免許路線であった。
平塚市を主に、神奈川県央の厚木市、茅ヶ崎市、寒川町、大磯町、二宮町の一部を管轄し、海老名市へ乗り入れる路線もある。また、空港リムジンバスも担当している。

## 概要
| 「平塚仕様」の表記例 |  | ローマ字併記の例 |
| 「平塚仕様」の表記例 |  | ローマ字併記の例 |

平塚営業所は神奈川県平塚市にある営業所で、神奈川中央交通本社所在地でもある「お膝元」の営業所である。市内には他にも「グランドホテル神奈中」「神奈中商事」などのグループ企業が集まる。
第二次世界大戦真っ只中の1944年に平塚駅構内へ開所して以来、「神奈川中央交通平塚営業所」として営業していたが、2016年8月16日に湘南神奈交バス平塚営業所への全面委託化に伴って神奈中本体の営業所としては一旦廃止され、「神奈川中央交通伊勢原営業所平塚操車所」に組織変更されていた。
翌2017年1月1日の神奈川中央交通グループ路線バス事業再編に伴い組織名称上、再び「神奈川中央交通平塚営業所」となり、運行管理は神奈川中央交通西・平塚営業所が湘南神奈交バスから引き継いだ。
なお、従前までバスの待機や工場機能、神奈中観光神奈川営業所（旧・平塚営業所）などで用いていた八幡操車所は老朽化と田村操車所の改築拡張に伴い2017年に閉鎖となった。
2006年3月27日より、伊勢原営業所所属車両が実証実験によって「中乗り前降り」に変更されたため、同営業所管轄路線と並行する区間では、路線によって乗降方式が異なる現象が発生していた。同年4月までには方向幕のLED化が全車に行われたが、この際に「平塚仕様」と呼ばれる独自様式の表示が登場している。平塚使用の特徴は、経由地表記が複数ある場合に矢印で表記するもので、平塚と伊勢原営業所（伊01など）で見られる表記である。また、平30・37・38の正面行先表示はローマ字併記されているが、一般路線のローマ字併記はこれ以外に茅ヶ崎営業所の「ツインライナー」や舞岡営業所の「YAMATE LINER」など一部で見られるのみである。
2013年6月24日より、コミュニティバスを除く一般路線バスの乗降方法を「中乗り前降り」に、運賃支払方法を「後払い」に統一した。

## 沿革
- 1944年6月16日 - 国鉄平塚駅構内に平塚営業所を開設する。
- 1963年12月11日 - 平塚市浅間町に移転。
- 1968年4月10日 - 田村操車所を設置。
- 1987年4月16日 - 営業所を田村操車所に移転し、旧来の営業所を八幡操車所とする。
- 1988年5月9日 - 管内全路線で神奈中バスカード利用開始。
- 1998年1月19日 - 管内全路線でバス共通カードに対応。この年から車内で、傘の販売を開始する。
- 2005年2月1日：GPSによるバスロケーションシステム）「厚木市バス運行情報システム」の運用開始により、市内乗り入れ車にGPSを取り付け、方向幕をLED化。
- 2006年4月 - 全車両で方向幕のLED化が完了。
- 2008年

4月1日 - 厚105にPASMOを導入。
11月24日 - 管内全路線でPASMOの運用を開始。
- 2010年12月16日 - 管内全路線でGPSによるバスロケーションシステムの運用を開始。
- 2013年6月24日 - 管内全路線で乗降・支払方法を「中乗り前降り運賃後払い」に統一[3]。
- 2016年8月16日 - 神奈川中央交通平塚営業所から神奈川中央交通伊勢原営業所平塚操車所に格下げとなり、湘南神奈交バスに管理委託される。
- 2017年1月1日 - 神奈川中央交通グループの乗合バス事業再編に伴い[1][2]、管理委託先を湘南神奈交バスから神奈川中央交通西に変更[2]。

## 現行路線
◆：神奈川中央交通時代に湘南神奈交バスへ管理委託されていた路線

### 平塚駅北口 - 公所 - 神奈川大学方面
- 平37：平塚駅北口 - 八間通り - 古花水 - 南河内 - 公所 - 中沢橋 - 山の神 - 富士見台病院 - 神奈川大学
- 平38：平塚駅北口 - 八間通り - 古花水 - 南河内 -（日向岡トンネル）- 中沢橋 - 山の神 - 富士見台病院 - 神奈川大学

神奈川大学湘南ひらつかキャンパスへのアクセス路線で、1989年4月1日のキャンパス開設にあたって平37を新設した。当時は平塚駅 - 公所 - 神奈川大学間の運行で、南河内 - 堀の内間が新規経路となった。1996年4月1日のダイヤ改正で平日朝の平塚駅発が大学構内へ乗り入れるようになり、1号館前に「神奈川大学校舎前」停留所を新設、大学構内乗り入れ便は早田寺前（現：妙円寺前）から神奈川大学校舎前を経て神奈川大学の順に停車していた。この時、神奈川大学校舎前停留所はほぼ降車専用同然の扱いだったためか、停留所ポールが設置されなかった。
1999年に平日の数便をトンネル経由に経路変更したが系統番号は変わらず、青地＋白抜き文字で「トンネル経由」と記されたサボを前面窓に掲げて運行していた。これは2001年までの2年間続き、やがてトンネル経由を「平38」として独立させ、平37の一部便を追加で平38に振り替えた。2002年には両路線とも土曜・休日を含めて終日にわたって大学構内発着となり、神奈川大学校舎前に停留所ポールが設置された。この時から早田寺前 - 神奈川大学 - 神奈川大学校舎前の順に停車順序が変更された。
2016年3月31日に平日朝の3便を平38から変更する形で、急行路線の平10として新設した。日向岡トンネル経由の最短経路で結び、停車停留所も南河内・神奈川大学の2ヶ所に絞った。
以前は平日1便運行される平10（平塚駅10:12発）と平37・38の始発から12:59までは11番乗り場から発車していたが、2022年12月28日より全時間帯で1番乗り場から発車するように変更された。
いずれの路線も通学用路線のため、大学側の要請で臨時増発が行われることがあり、その中で平塚駅行きの急行便が運行されることもあった。
2022年度末をもって湘南ひらつかキャンパスが閉鎖されることとなり、それに先立つ2023年2月18日のダイヤ改正にて平10を廃止、平37・38は大幅に減便して大学構内乗り入れを取り止めた。

### 平塚駅北口 - 田村十字路 - 大神・本厚木駅方面

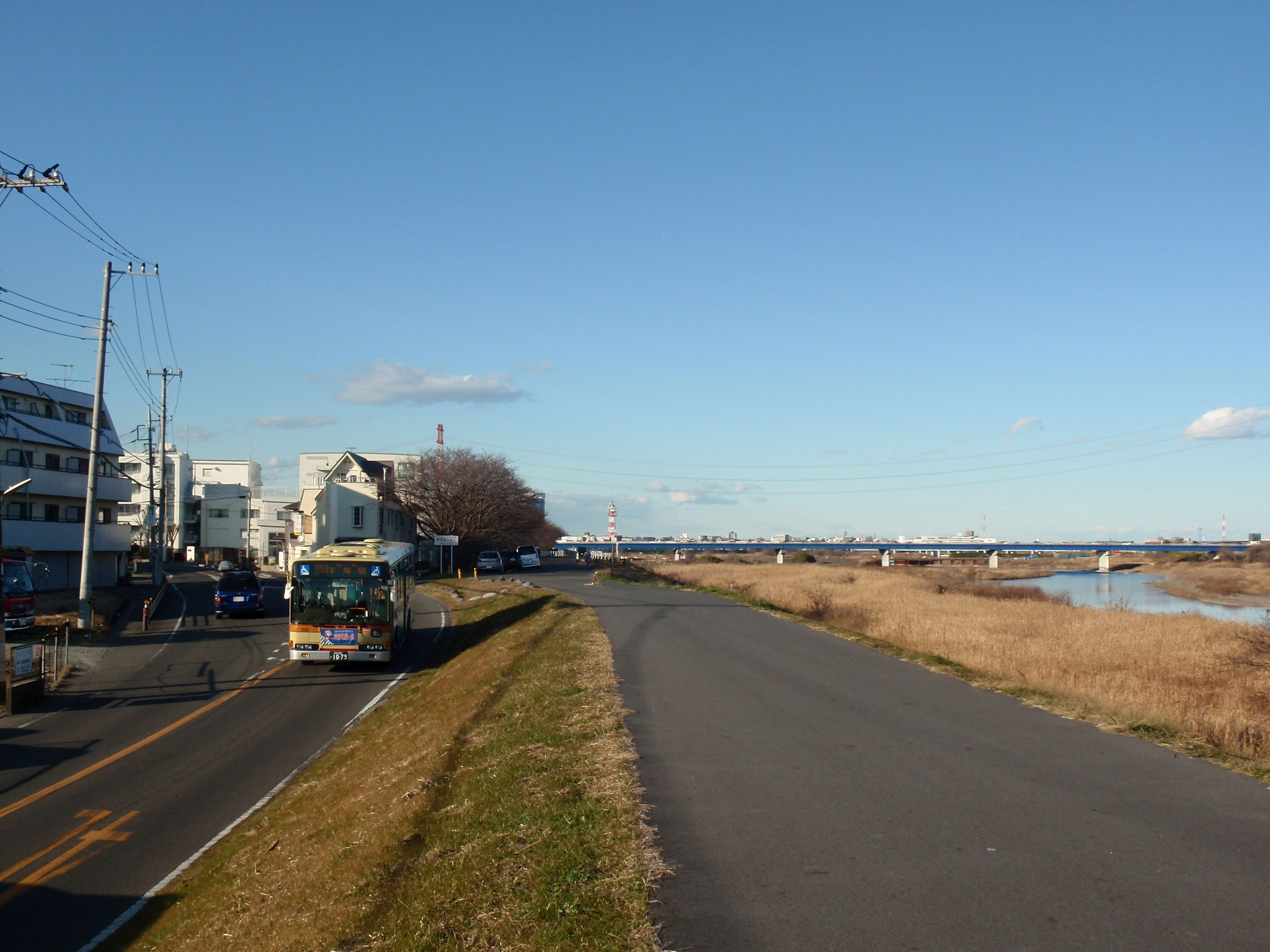
相模川沿いを走る平53 (ひ19)

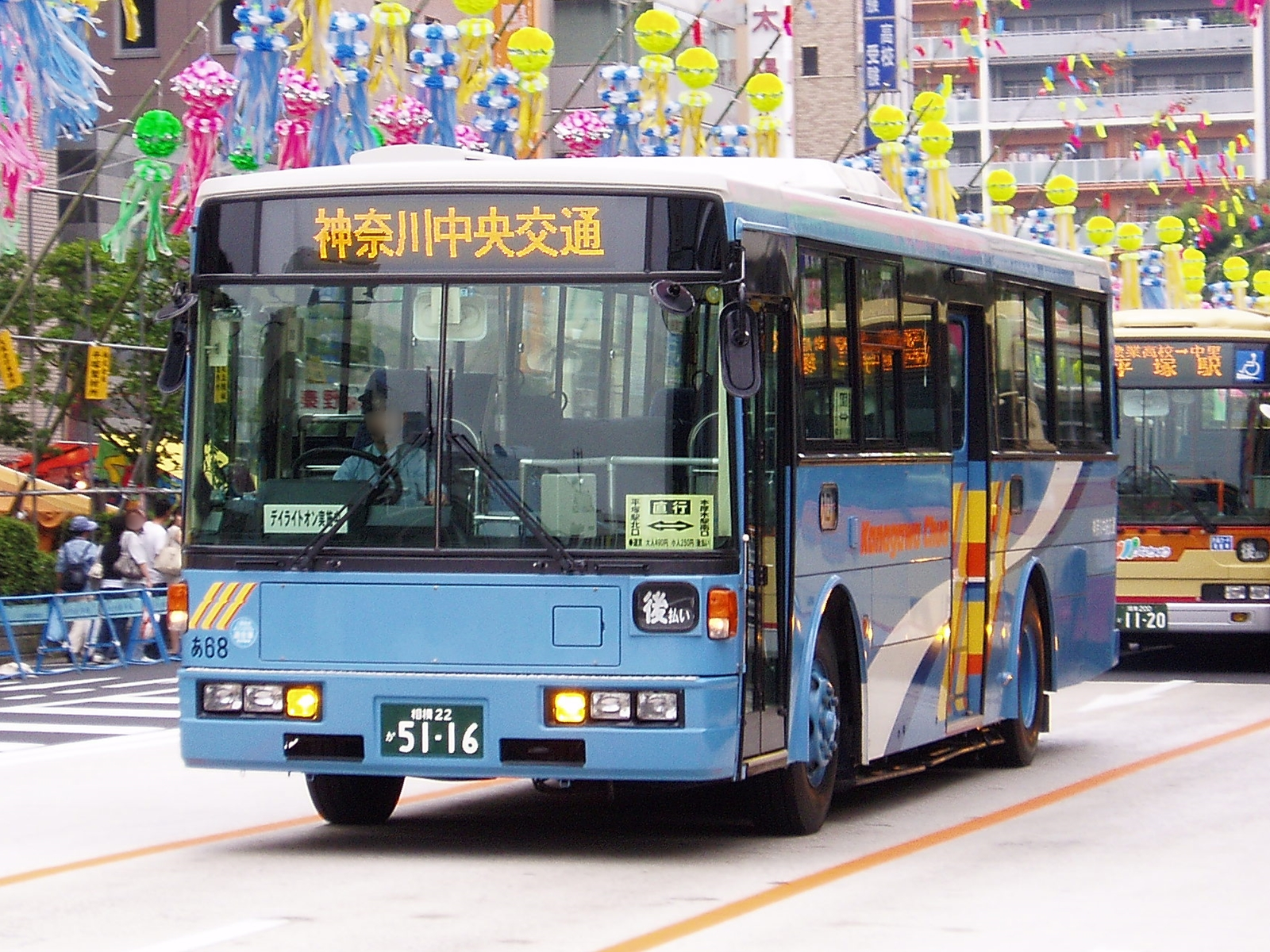
湘南ひらつか七夕まつり期間中の直行便 (あ68)

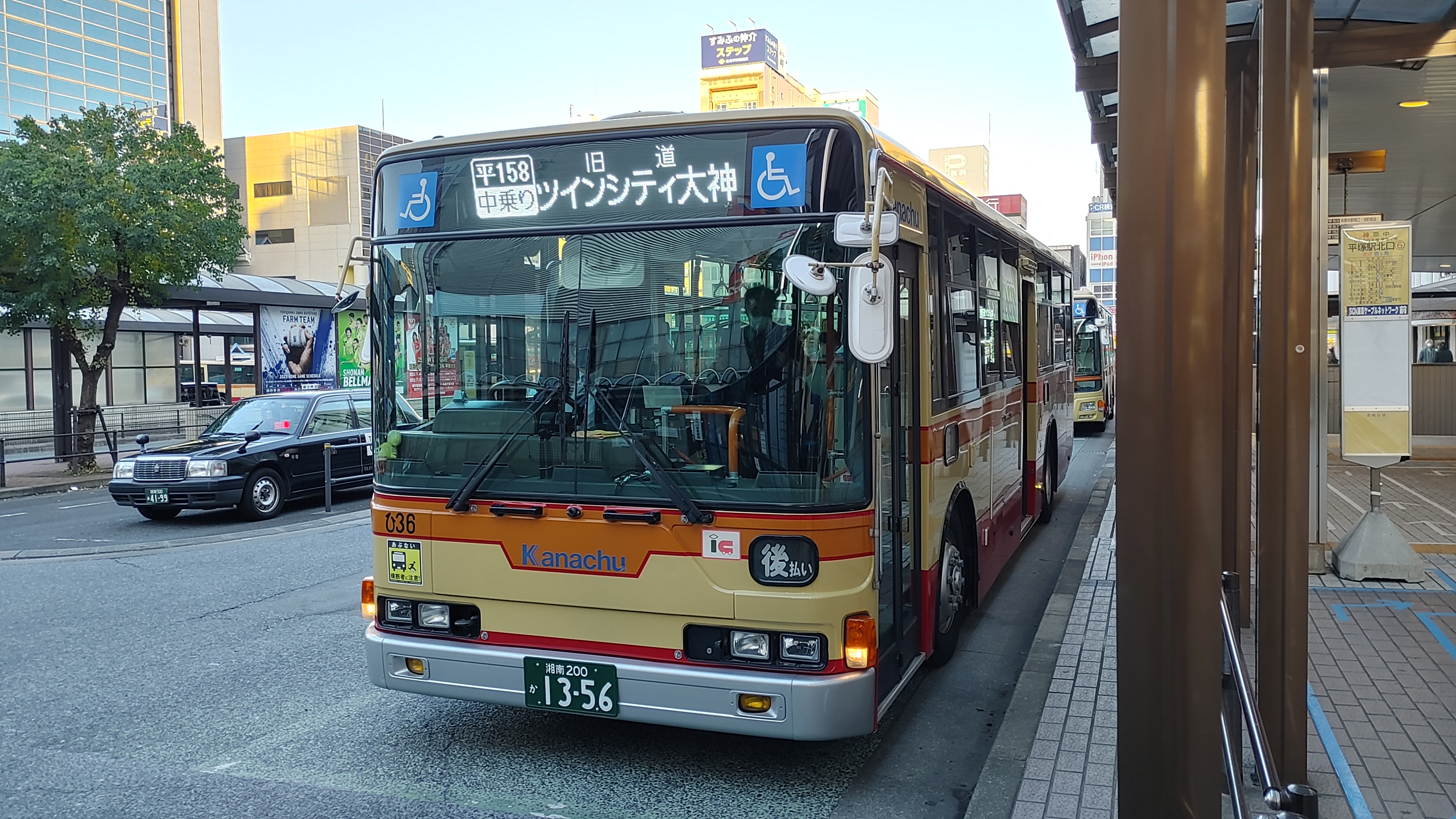
平158（ひ36）

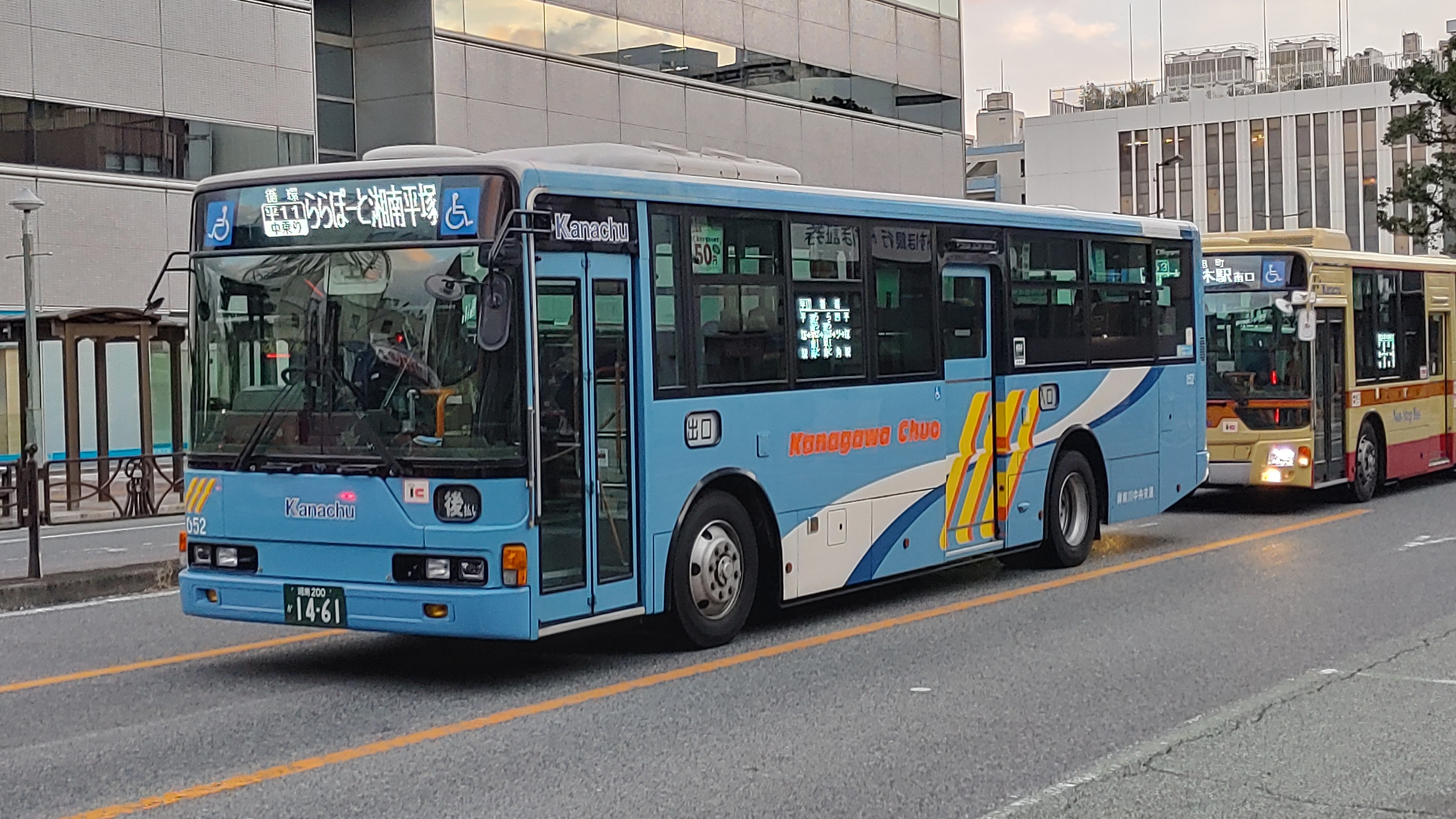
平11（ひ52）

- 平11：平塚駅北口 → ららぽーと湘南平塚南 → ららぽーと湘南平塚 → 四ツ角 → 平塚駅北口
- 平50：平塚駅北口 - コンフォール平塚 - 古河電工入口 - 四ノ宮 - ふじみ園前 - 田村十字路 - 大神 - 戸田 - リバーサイド前
- ◆平51：平塚駅北口 → コンフォール平塚 → 古河電工入口 → 四ノ宮 → ふじみ園前 → 田村十字路 → 神田小学校前 → 田村車庫
- ◆平51：田村車庫 → 神田小学校前 → 田村十字路 → ふじみ園前 → 四ノ宮 → 古河電工入口 → コンフォール平塚 → 平塚駅北口（日曜・休日運休）
- ◆平52：平塚駅北口 - コンフォール平塚 - 古河電工入口 - 四ノ宮 - ふじみ園前 - 田村団地入口 - 駒返橋入口 - 田村車庫
- 平53：平塚駅北口 - コンフォール平塚 - 古河電工入口 - 四ノ宮 - ふじみ園前 - 田村十字路 - 大神 - 戸田 - 岡田 - 旭町 - 本厚木駅南口
- 平54：平塚駅北口 - コンフォール平塚 - 古河電工入口 - 四ノ宮 - ふじみ園前 - 田村十字路 - 大神 - 戸田 - 岡田 - 旭町 - 仲町 -（←小田急通り）- 本厚木駅南口（平日・休日運休）
- 平57（急行）：平塚駅北口 - 古河電工入口 - 東真土 - 田村団地入口 -（←駒返橋入口）- 神田小学校前 - 大神 - 戸田 - 岡田一本杉 - 本厚木駅南口（土曜・休日運休）
- 平58：平塚駅北口 - コンフォール平塚 - 古河電工入口 - 四ノ宮 - ふじみ園前 - 田村十字路 - 大神工業団地入口 - 大神工業団地（土曜・休日運休）
- ◆平60：平塚駅北口 - コンフォール平塚 - 古河電工入口 - 稲荷前 - 東真土 - ふじみ園前 - 田村団地入口 - 駒返橋入口 - 田村車庫
- 平153：平塚駅北口 - コンフォール平塚 - 古河電工入口 - 四ノ宮 - ふじみ園前 - 田村十字路 - ツインシティ大神 - 大神 - 戸田 - 岡田 - 旭町 - 本厚木駅南口（平日運休）
- 平157（急行）：平塚駅北口 - 東真土 - 田村団地入口 -（←駒返橋入口）- 神田小学校前 - 大神 - ツインシティ大神 - 戸田 - 岡田一本杉 - 本厚木駅南口
- 平158：平塚駅北口 - コンフォール平塚 - 古河電工入口 - 四ノ宮 - ふじみ園前 - 田村十字路 - ツインシティ大神（土曜・休日運休）
- 無番：平塚駅北口 -（直行）- 本厚木駅南口（湘南ひらつか七夕まつりの期間中運行）

平塚駅と田村車庫・本厚木駅方面へ向かう路線で、古河電工入口 - 田村車庫・本厚木駅間は旧道・新道経由の路線で経路が異なる。緑色の区間は旧道経由、青色の区間は新道経由である。平塚駅側から見ると平11・157を除いて古河電工入口までは同一経路だが、旧道経由の平50～52・58・153・158と、新道へ向かう平57・60に分かれる。平52はふじみ園から新道へ合流する。新道と旧道は近接しているが相模川に近い旧道側の方が住宅や利用者が多いため、平53を含めて旧道側の本数が多くなっている。なお、旧道と新道で同じ名称でありながら停留所位置が大きく離れている停留所（大神、戸田など）がある。
歴史は大変古く、1919年に本田綱次が設立した合資会社によって運行が開始された。神奈川中央交通の路線では最も歴史が古い路線の一つで、路線名は「半原線」となっていたが、これはかつて本厚木駅から先の半原まで達していた頃の名称で、平53が該当する。
平57・157は新道となる国道129号を経由し、停車停留所も少ない一方、平53・54・153は旧道を経由する。平54は土曜午後に1往復が運行され、平57は平日運行で本厚木発が早朝2便と夕方1便、平塚駅発は朝3便が設定されている。区間便の平50は早朝の平塚駅方向と深夜のリバーサイド方向のみ運行される。リバーサイド前とは相模川沿いに並び立つ「リバーサイド住宅」のことである。
番号の無い直通バスは平57と同一経路で「湘南ひらつか七夕まつり」開催期間中のみ運行される。厚木営業所所属のワンロマ車などが応援に入ることもある。なお、田村車庫までは平60が毎時2-4本、平52が毎時1-2本程度運転されている。
2016年10月6日のららぽーと湘南平塚グランドオープンに先立ち、同年10月4日に平11が新設された。平日の日中は15分間隔、土曜・休日の日中は12分間隔の高頻度で運行されるが、往路の四ツ角停留所は通過する。
2023年4月28日のTHE OUTLETS SHONAN HIRATSUKAグランドオープンに先立ち、同年4月25日に平153・157・158が新設された。

### 平塚駅北口 - 新町・横内・大島方面

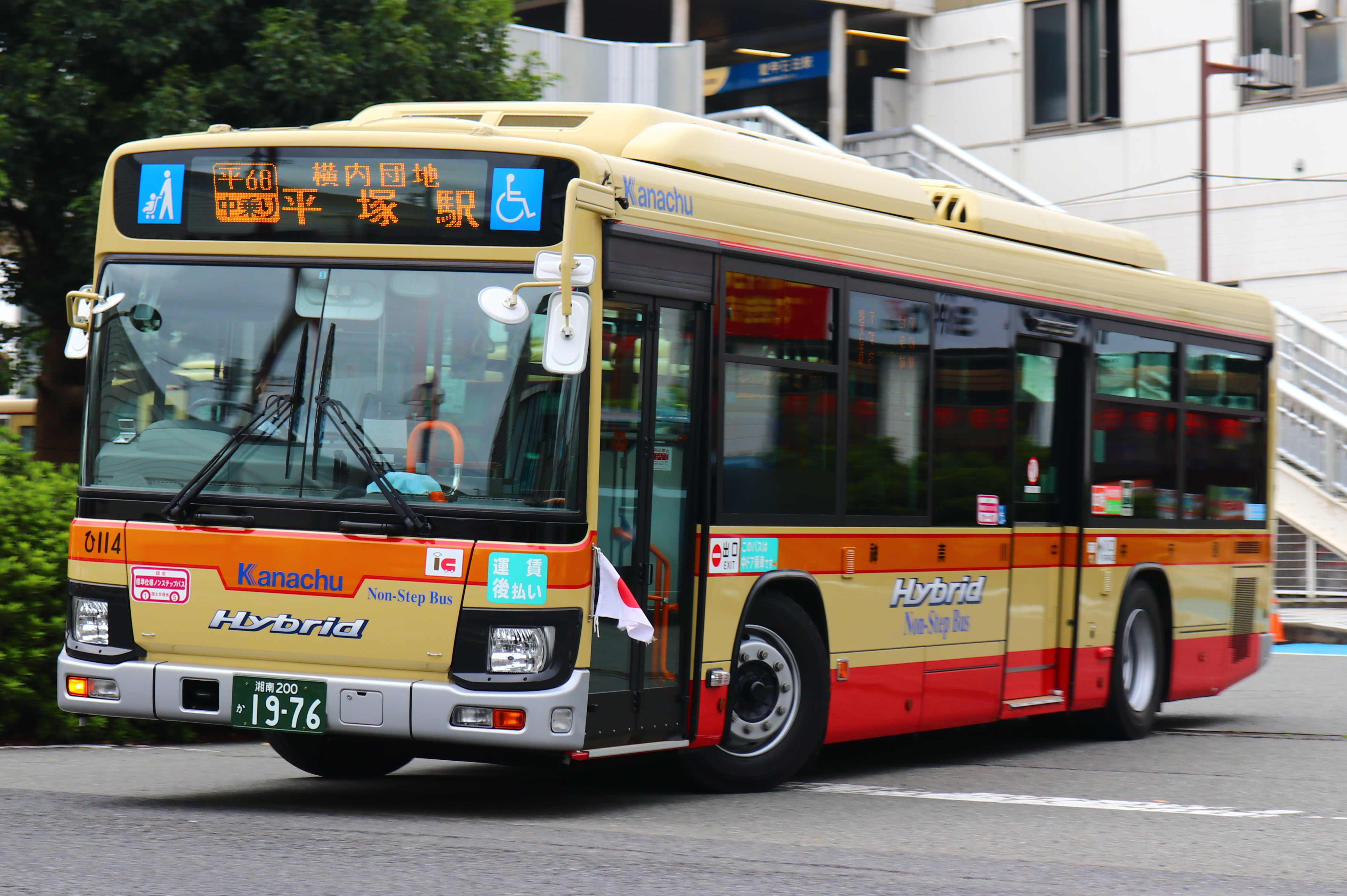
平68 (ひ114)

- 平61：平塚駅北口 → コンフォール平塚 → 稲荷前 → 東真土 → 大野農協 → 平塚球場 → 総合公園 → 明石町 → 平塚駅北口（土曜・休日運休）
- 平62：平塚駅北口 → 明石町 → 総合公園 → 平塚球場 → 住宅前 → 大野農協 → 東真土 → 四ノ宮 → コンフォール平塚 → 平塚駅北口（土曜・休日運休）
- ◆平63：平塚駅北口 - 明石町 - 総合公園 - 平塚球場 -（住宅前→）- 大野農協 - 横内団地前 - 田村車庫
- 平65：平塚駅北口 - 明石町 - 総合公園 - 平塚球場 - 湘南車検場 - 大島 - 田村車庫
- 平65：平塚駅北口 → 明石町 → 総合公園 → 平塚球場 → 湘南車検場（土曜・休日運休）
- 平66：平塚駅北口 -（直行）- 平塚球場（不定期）
- ◆平67：平塚駅北口 - コンフォール平塚 - 古河電工入口 - 神明中学校入口 - 大野農協 - 横内団地前 - 田村車庫
- 平68：平塚駅北口 - 明石町 - 総合公園 - 平塚球場 -（住宅前→）- 大野農協 - 横内団地 - 下小稲葉 - 長沼 - 田谷 - 愛甲石田駅

平塚駅から明石町方面へ向かう路線で、平61・62は総合公園経由の循環路線である。それぞれ片回りの循環路線であるが若干経路が異なり、平61が国道129号上の稲荷前を経由したのち総合公園・明石町と回るのに対し、平62は明石町・総合公園から旧129号上の四ノ宮経由となっている。本数はどちらも非常に少なく、平61は平日早朝および夕方と夜間に1便ずつ、平62は平日早朝1便のみである。平66は平塚球場または平塚競技場でイベントが行われる際に運行される臨時系統で、途中無停車の直行便だが美術館入口までは市役所・コンフォール平塚を経由する。
各路線とも平塚球場までは同一経路だが、平63・68は一度左折して中原地区を経由してから大野農協方面へ向かう遠回り経路となっている。平68は横内四ツ角からそのまま直進して東海道新幹線・小田原厚木道路を越えた先の愛甲石田駅まで向かう路線で、1-2時間に1本の運行だが土曜・休日の日中時間帯は設定が無い。中原地区では、2017年7月15日より「住宅前」停留所の平塚方向が廃止された。
平65は中原地区を経由しない出入庫路線で、平塚球場の先も直進して平97（平塚駅 - 湘南車検場 - 伊勢原駅）と同一経路で湘南車検場・大島地区を経由する。
平67は四ノ宮地区で独自路線を通るのが特徴で、平63・68を短絡した経路となっている。かつては横内行きとして横内団地前を終点とし、その先の理髪店駐車場が転回場所だった。

### 平塚駅北口 - 湘南日向岡方面

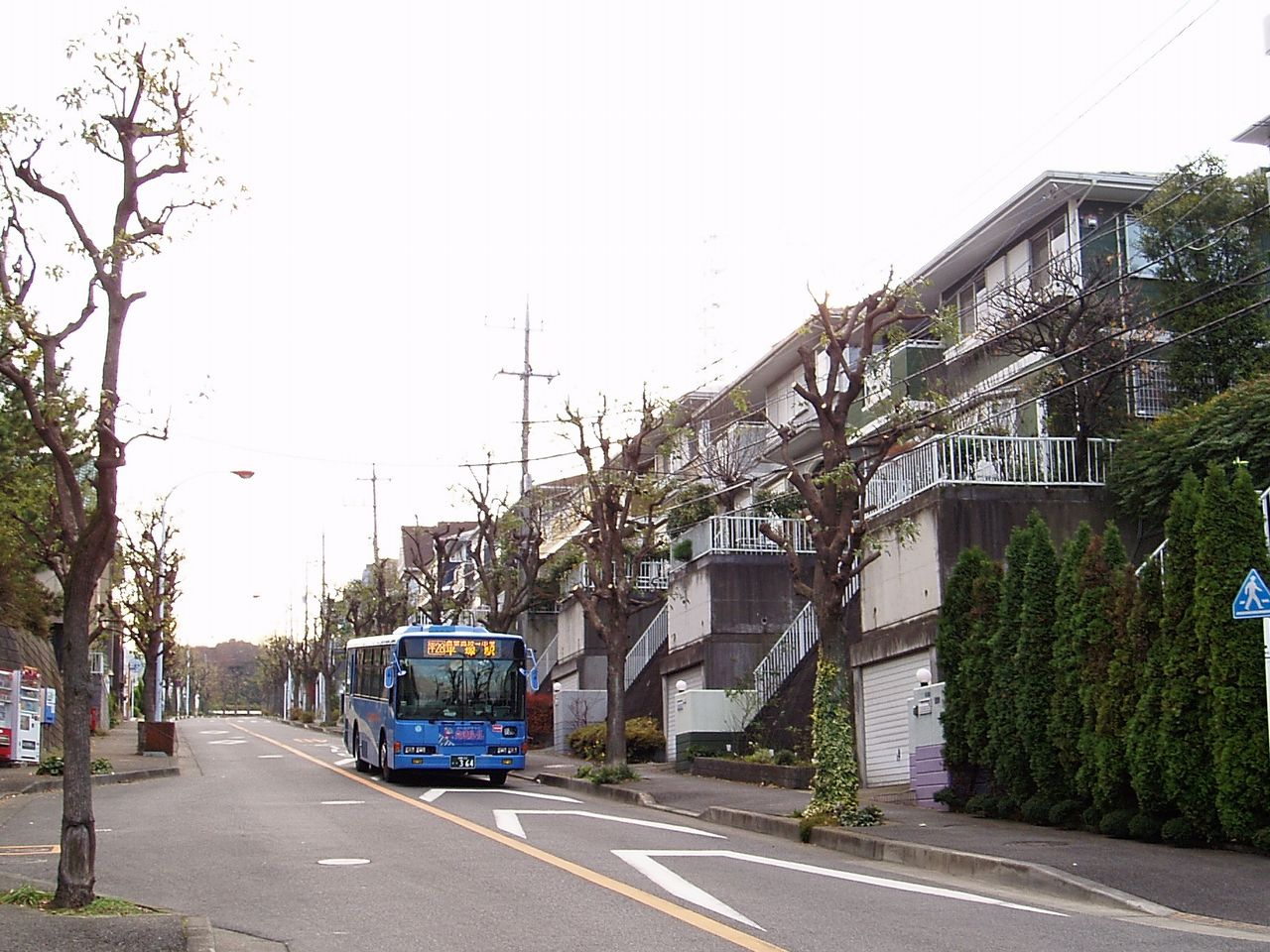
湘南日向岡 (ひ151)

- ◆平28：平塚駅北口 - 見附町 - 中里 - 平塚農商高校 - 大町 - 湘南日向岡

日向岡地区へのアクセス路線で、かつては古花水経由だったが現在は明石町通り経由へ経路変更されている。毎時2本程度運転されている。

### 平塚駅北口 - 市民病院・金田公民館方面

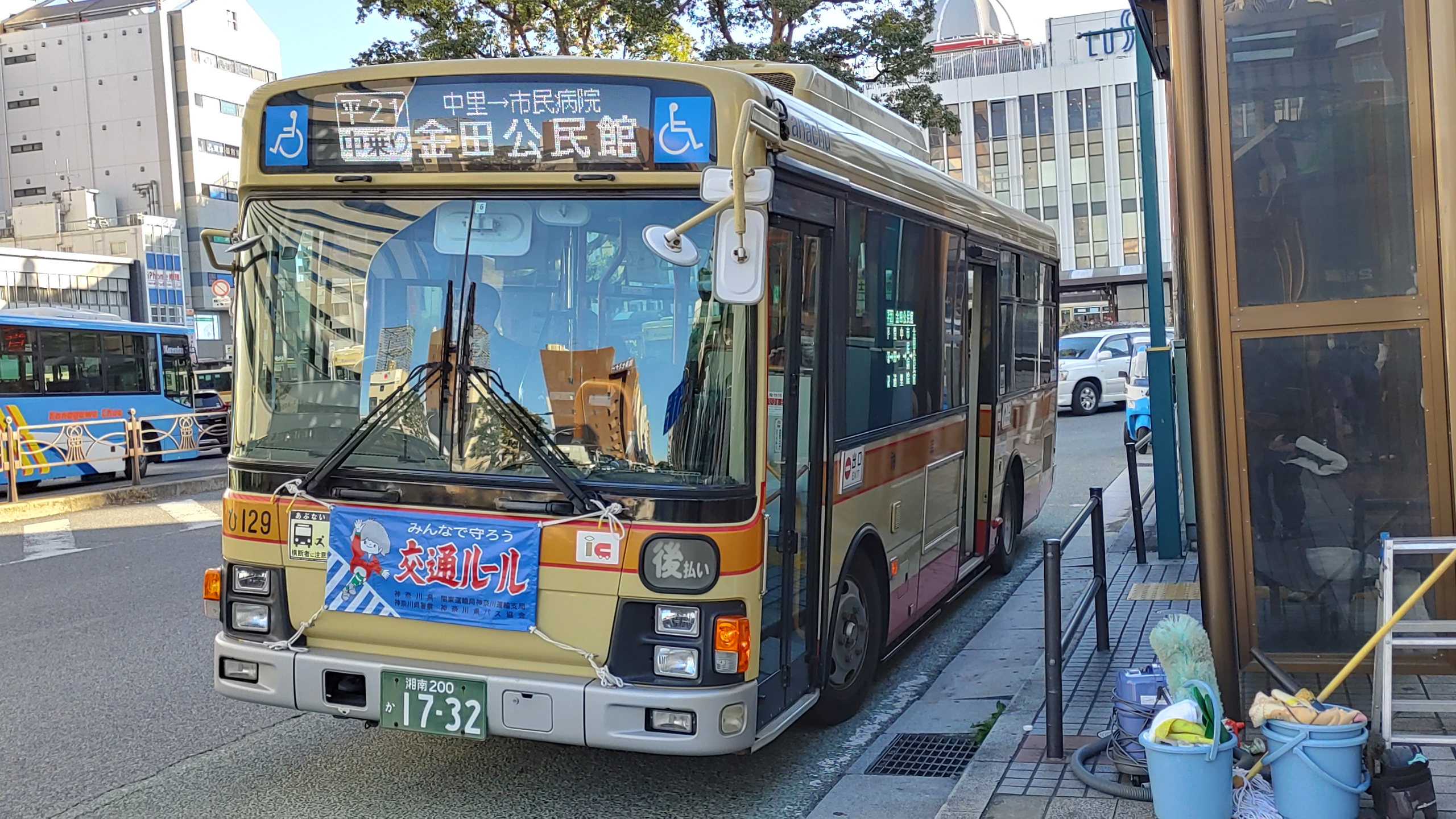
平21 (ひ129)

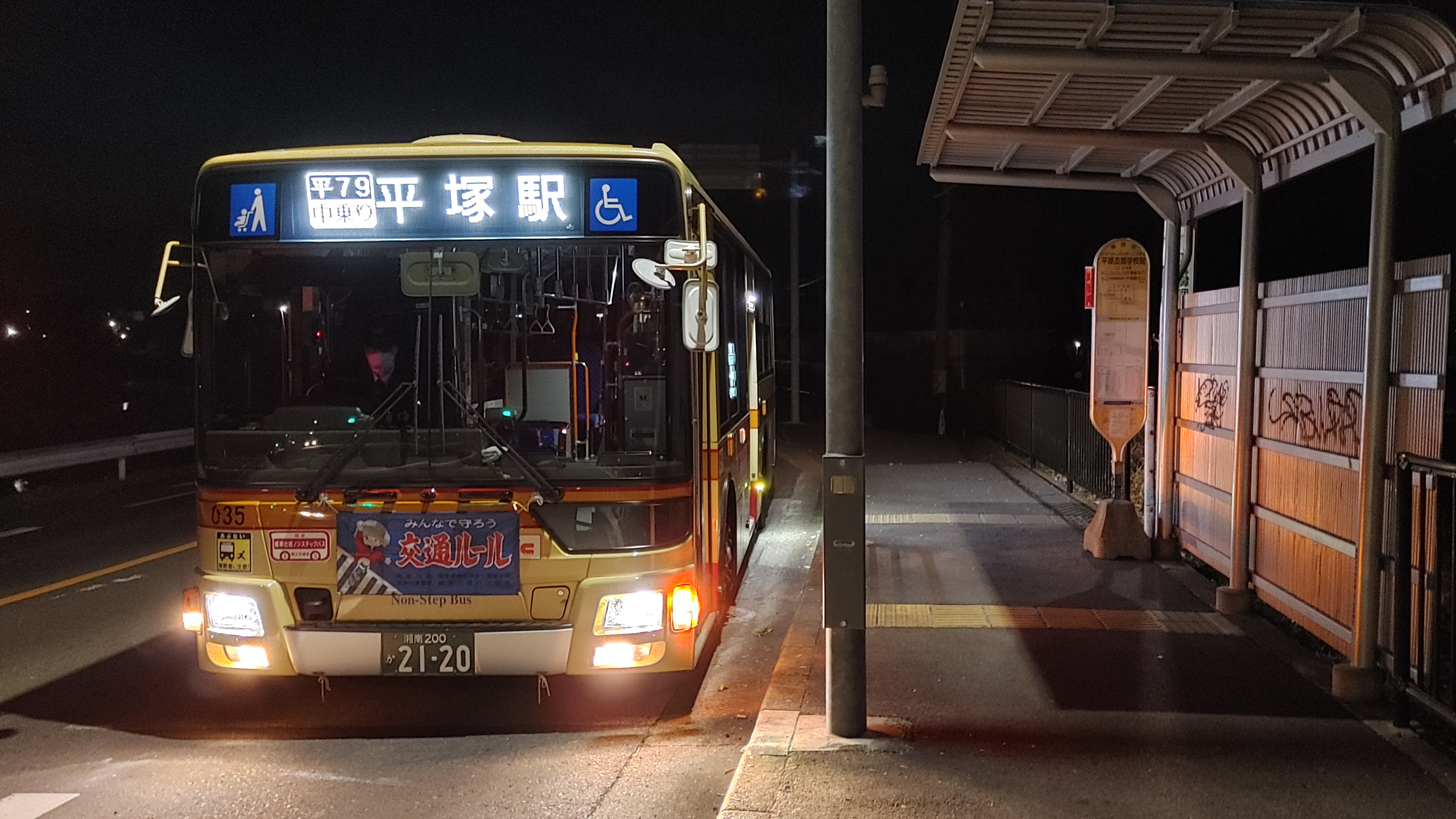
平79 (ひ35)

- ◆平20：平塚駅北口 - 八間通り - 追分 - 南原 - 南原土手 - 長瀬 - 金田公民館
- ◆平21：平塚駅北口 - 豊田道 - 桧扇町 - 中里 - 貴峯荘前 - 市民病院 - 南原土手 - 長瀬 - 金田公民館
- ◆平22：平塚駅北口 - 豊田道 - 桧扇町 - 諏訪町 - 貴峯荘前 - 市民病院
- ◆平79：平塚支援学校前 → 長瀬 → 南原土手 → 追分 → 八間通り → 平塚駅北口（秦野営業所と共同運行）

平塚駅から鈴川沿いの金田公民館へ向かう路線と市民病院へのアクセス路線で、中心は平21・22である。桧扇町 - 貴峯荘前間においては平22が諏訪町経由の遠回り経路なのに対し、平21は南西部の中里経由の短絡経路で運行される。平日の日中は平21・平22が交互に毎時1便ずつ運転されるが早朝・夜間は平21が運行されず、土曜・休日の日中は平22が運行されない。平21が運行されない早朝・夜間は平20が運行され、平塚駅 - 長瀬間を追分経由で結ぶ。
平79は平塚支援学校前始発の出庫便で、早朝5時台に田村車庫から回送出庫し、平塚支援学校前から営業運転を行う。出庫便で片道2便の運行ながら秦野営業所との共同運行である。

### 平塚駅北口 - 徳延・纏 - 松岩寺 - 二宮駅方面
| 平32 (ひ0165)※「湘南めぐみの丘」専用塗装  |  | 湘南めぐみが丘 (ひ026) |
| 平32 (ひ0165) ※「湘南めぐみの丘」専用塗装 |  | 湘南めぐみが丘 (ひ026) |

- ◆平30：平塚駅北口 - 横浜ゴム - 南原土手 - 徳延 - 坂間 -（日向岡トンネル）- 中沢橋 - 湘南めぐみが丘
- ◆平31：平塚駅北口 → 横浜ゴム → 南原土手 → 徳延 → 坂間 → 公所 → 中沢橋 → 松岩寺（平日運休）
- ◆平31：松岩寺 → 中沢橋 → 公所 → 坂間 → 徳延 → 南原土手 → 横浜ゴム → 平塚駅北口
- ◆平32：平塚駅北口 - 横浜ゴム - 南原土手 - 徳延 - 坂間 - 公所 - 中沢橋 - 松岩寺 - 上寺坂 - 月京 - 国府新宿 - 塩梅橋 - 二宮駅南口
- ◆平34：平塚駅北口 - 横浜ゴム - 南原土手 - 纏公民館前 - 公所 - 中沢橋 - 松岩寺
- ◆二05：二宮駅南口 - 塩梅橋 - 国府新宿 - 月京 - 上寺坂 - 松岩寺

南原土手から金目川を渡って徳延・公所・松岩寺方面へ向かう路線で、坂間から一度北部の公所地区を経由してから南下する遠回り経路である。坂間 - 中沢橋間には上記の平28（平塚駅 - 湘南日向岡）の終点である湘南日向岡が位置し、その下を日向岡トンネルが通るが、このトンネルを通るのは湘南めぐみが丘へ向かう平30のみである。トンネルを通過して中沢橋を右折し、めぐみが丘地区を反時計回りに4分の3ほど周回して終点となる。日向岡トンネルを経由するため、公所は経由しない。
平31・32は中沢橋までは秦野営業所の平76（平塚駅 - 中沢橋 - 秦野駅）と同一経路で走り、松岩寺から小田原厚木道路に沿って南下したのち、東海道新幹線・東海道線の線路を超えて二宮駅へ向かう。
平34は南原土手から北部の纏地区を経由して松岩寺へ向かう路線で、公所までは秦野営業所の平73（平塚駅 - 公所 - 東海大学前駅南口）と同一経路である。このため、平34・73でおおむね30分に1便ずつが確保されている。

### 平塚駅北口 - 工業団地方面
- 平07：平塚駅北口 - 馬入橋 - 長瀞 - 全農前 - 東八幡工業団地 - 不動ケミカル前 - 古河電工前 - 八幡 - 平塚駅北口（土曜・休日運休）
- 平07：平塚駅北口 → 馬入橋 → 長瀞 → 全農前 → 東八幡工業団地 → 不動ケミカル前
- 平09：平塚駅北口 - 馬入橋 - 長瀞 - 全農前 - 東八幡工業団地 - 不動ケミカル前 - 長瀞 - 馬入橋 - 平塚駅北口
- 平09：全農前 → 長瀞 → 馬入橋 → 平塚駅北口（休日運休）

平塚駅から1970年代に造営された相模川沿いの東八幡工業団地へ向かう路線で、平09は平日・土曜夕方に全農前始発の区間便も運行される。2023年2月18日のダイヤ改正で不動ケミカル止まりが新設された。

### 平塚駅北口 - 山下団地・高村団地方面

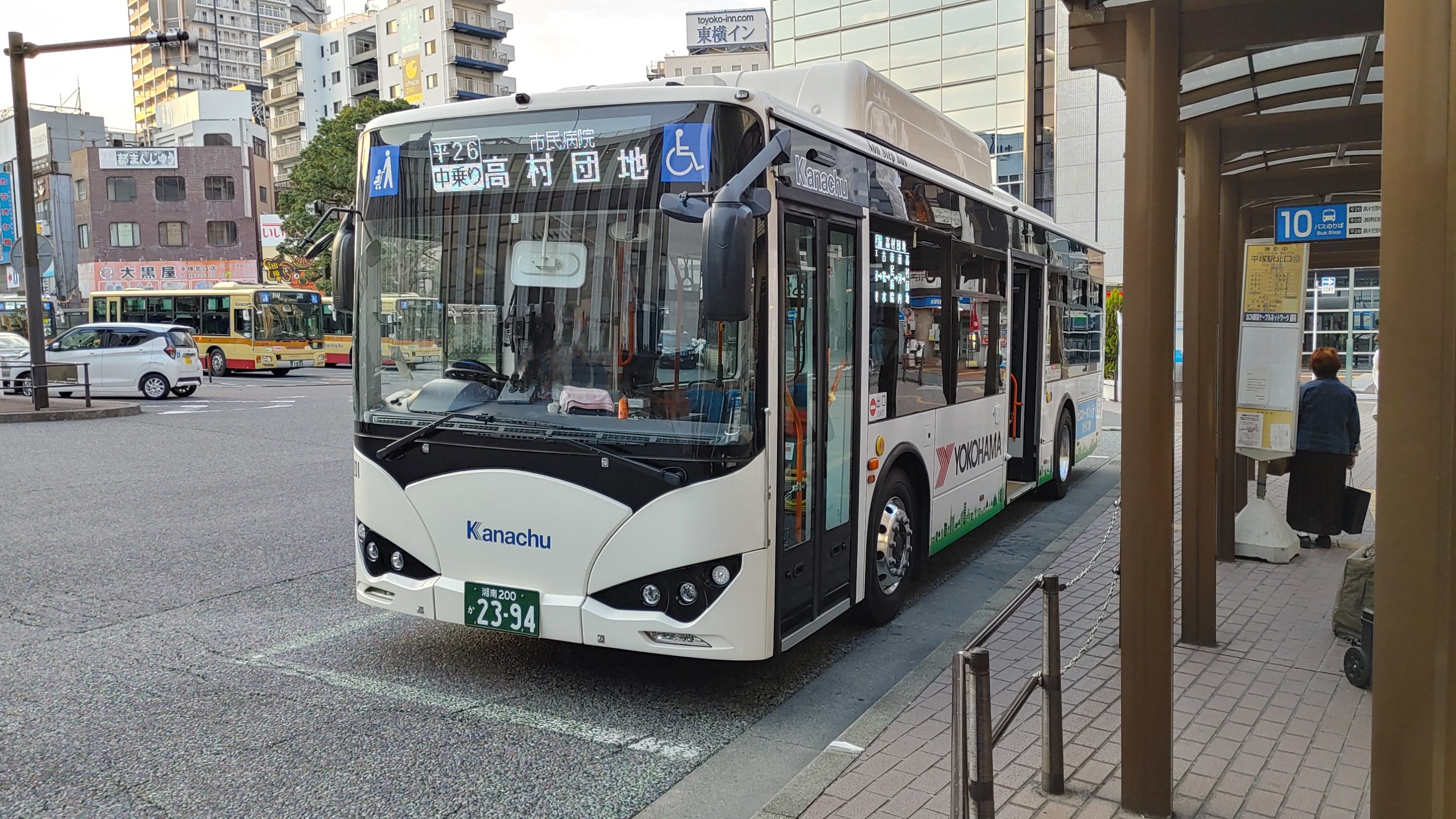
平26 (ひ201)

- 平26：平塚駅北口 - 八間通り - 古花水 - 市民病院 - 山下団地入口 - 南河内 - 高村団地
- 平29：平塚駅北口 - 八間通り - 古花水 - 山下団地入口 - 山下団地 - 南河内 - 高村団地

平塚駅から北西部に位置する山下団地・高村団地へのアクセス路線で、平26は市民病院、平29は山下団地に立ち寄る。昼間は平26・平29が交互に毎時1本の運行で、ラッシュ時は平29の本数が増えるほか、平29は高村団地方向に深夜バスも1便設定されている。かつては平25（平塚駅 - 桜ヶ丘 - 高村団地）、平27（平塚駅 - 桜ヶ丘 - 山下団地）が運行されていたが、2017年1月31日のダイヤ改正で平29へ統合された。

### 平塚駅北口 - 山下 - 松岩寺方面
- ◆平33：平塚駅北口 - 八間通り - 古花水 - 花水橋 - 山下 - 上万田 - 下出縄 - 上寺坂 - 松岩寺
- ◆平35：平塚駅北口 - 八間通り - 古花水 - 花水橋 - 山下 - 上万田 - 湘南平
- ◆平36：二宮駅南口 → 塩梅橋 → 国府新宿 → 月京 → 上寺坂 → 下出縄 → 上万田 → 山下 → 花水橋 → 古花水 → 八間通り → 平塚駅北口（土曜・休日運休）

湘南平の北側を走る路線で「山下周り」と称される。主力路線は平33で、日中は毎時1便が設定されてラッシュ時は本数が増加する。平35は、かつては日中時間帯において毎時（休日は30分）に1便が設定されていたが現在は大幅に減便され、1日4往復に抑えられている。
平36は平日早朝と朝土曜・休日の夜間にそれぞれ1往復が運行されていたが、2024年4月1日のダイヤ改正で平日のみの運行となり平塚駅方向の片道運行に変更された。

### 平塚駅北口 -（国道1号）- 二宮駅方面

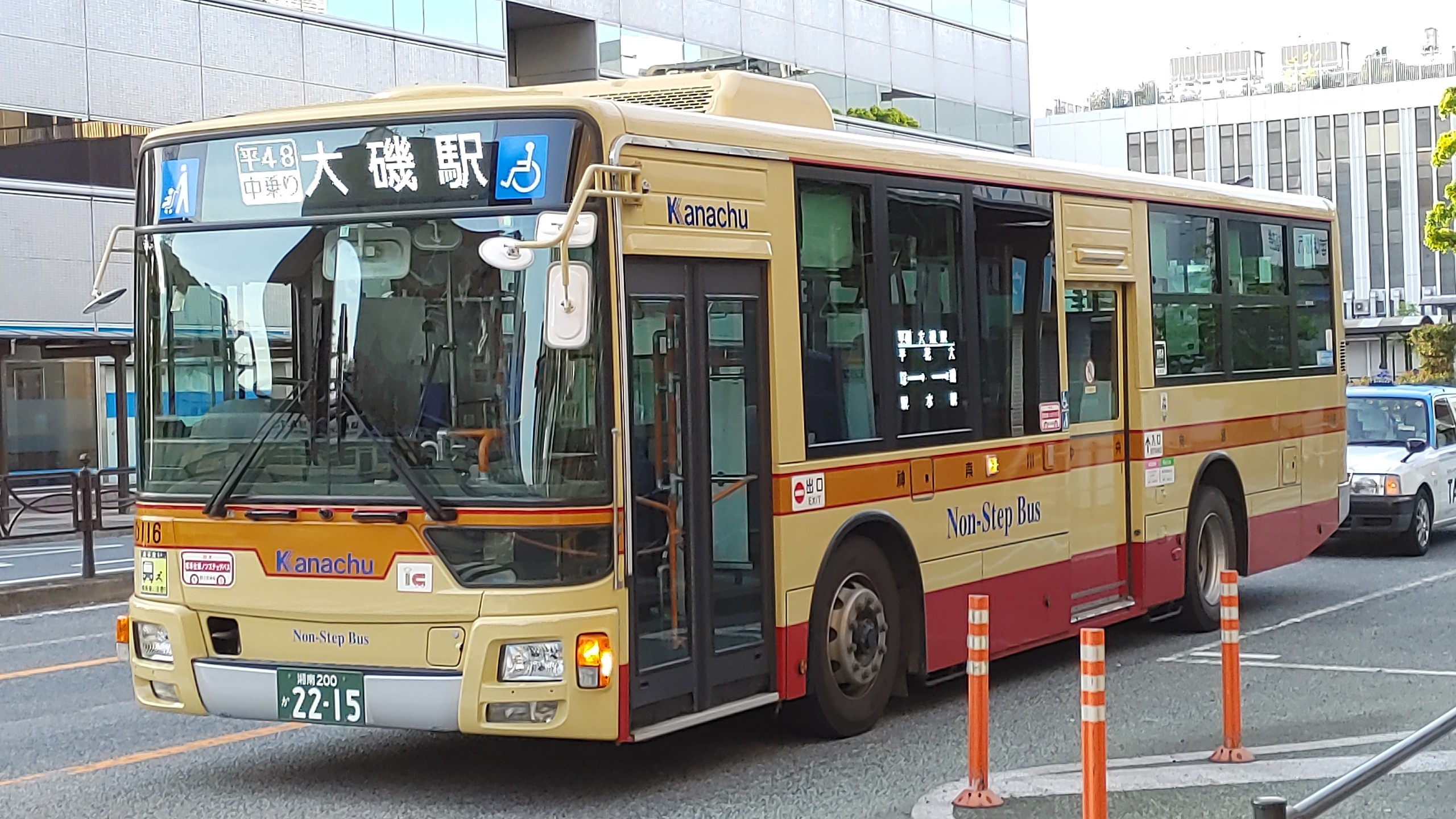
平48 (ひ116)

- ◆平48：平塚駅北口 → 八間通り → 古花水 → 大磯駅（土曜・休日運休）

平48は秦野営業所が運行する平47の区間便で、平日のみ運行される。2023年2月18日のダイヤ改正で大磯駅方向の片道運行に変更された。
2016年3月26日に平43・46・47は秦野営業所へ移管され、平41は廃止された。

### 平塚駅北口 -（国道1号）- 茅ケ崎駅方面

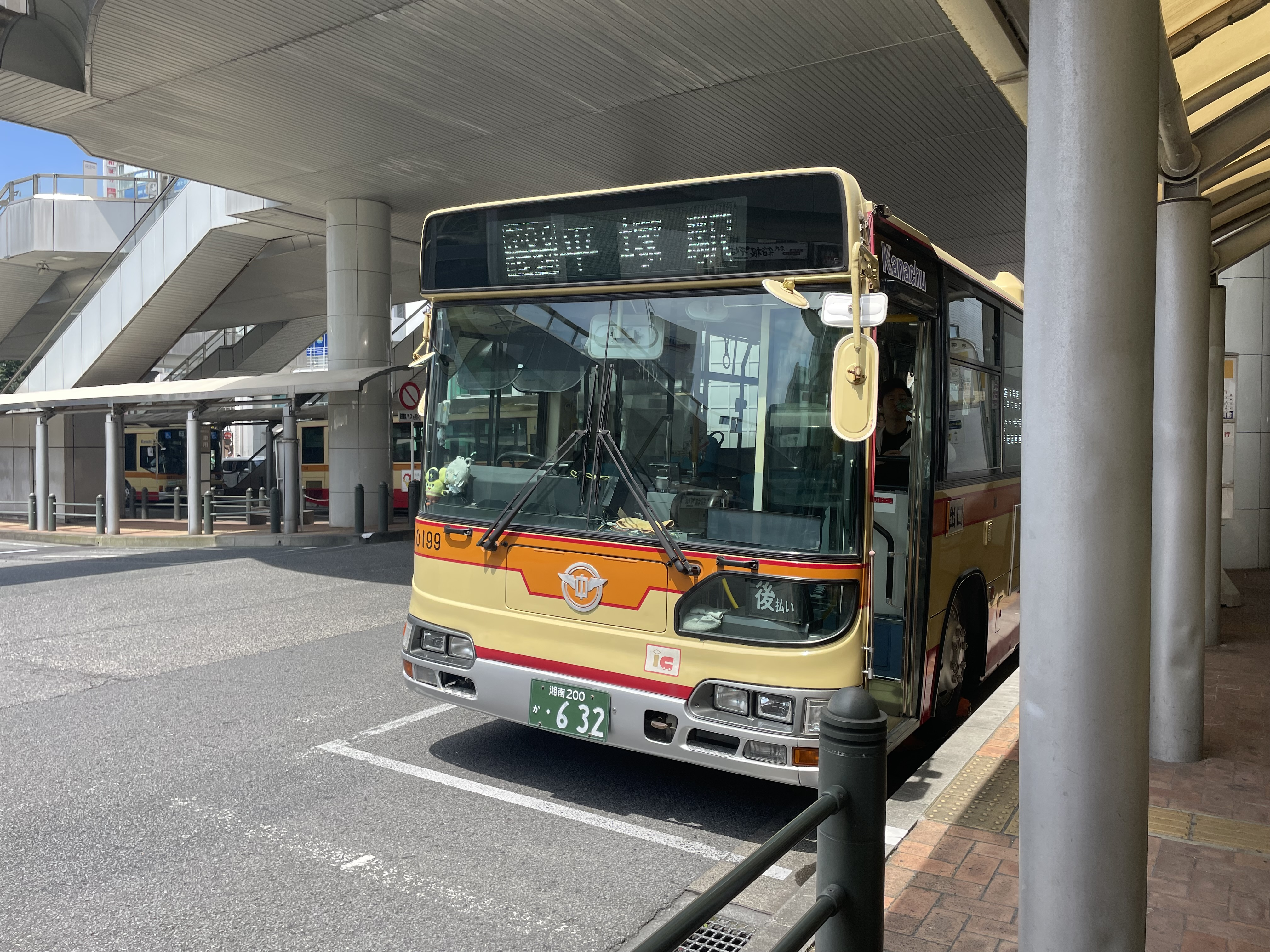
茅06 (ひ199)

- ◆茅06：平塚駅北口 - 馬入橋 - 今宿 - 町屋 - 茅ケ崎駅
- ◆茅06：茅ケ崎駅 → 町屋 → 今宿 → 馬入橋 → 平塚駅北口（深夜バス）

茅ケ崎駅を出ると国道1号を進み、馬入橋を渡った先から平塚駅へ向かう。歴史の古い路線で、1963年に運輸省自動車局が発行した「全国バス路線便覧」には既に運転されている旨が記されている。当時は両駅間を15分で運行していたが僅か2回の運行で、のちに同区間を運行していた藤05（藤沢駅 - 小和田 - 茅ケ崎駅 - 平塚駅）の平塚側を分離したことで運行回数が増加した。なお、以前は茅ヶ崎営業所が担当していたが、湘南神奈交バスへ移管させるために平塚営業所担当となったため、ダイヤ上の起点は平塚駅である。馬入橋や茅ケ崎駅周辺での渋滞に巻き込まれやすく、遅延が発生しやすい。平日の茅ケ崎駅発に深夜バスの運行がある。

### 平塚駅北口 - 横浜ゴム方面

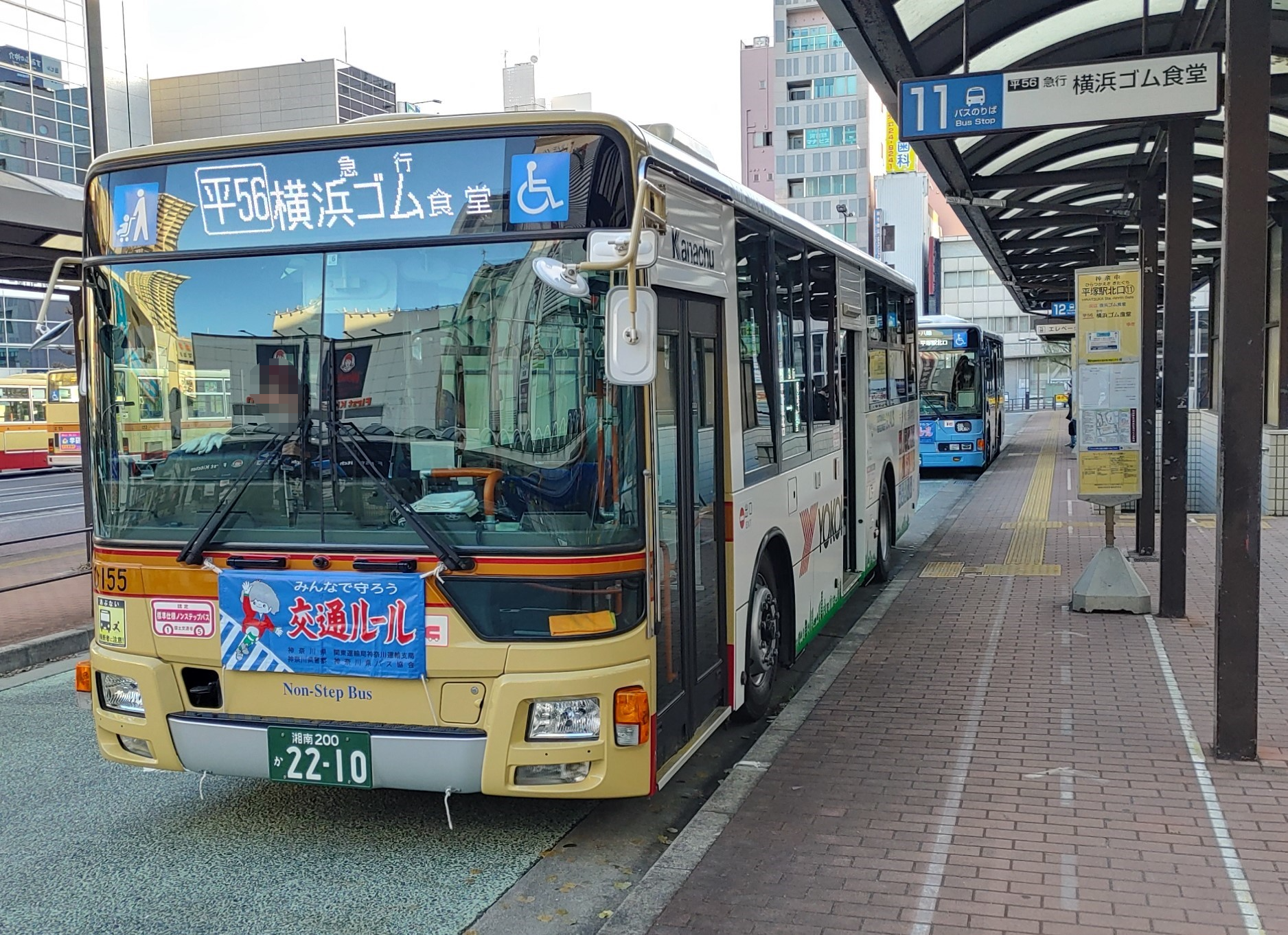
平56 (ひ155)

- 平56（急行）：平塚駅北口 -（直行）- 横浜ゴム食堂（土曜・休日運休）
- 平56（急行）：東駐車場 → 横浜ゴム食堂 → 平塚駅北口（記載停留所のみ停車、土曜・休日運休）

横浜ゴム本社兼平塚製造所の従業員をターゲットとする急行路線で、同社本社機能の平塚製造所への移転を前にした2023年1月5日に新設された。平日早朝に横浜ゴム方向、平日夕方に平塚駅方向が運行される。記載停留所（平塚駅北口以外は平塚製造所の構内）のみ停車し、土曜・休日は運休となる。2023年3月18日のダイヤ改正により、横浜ゴム方向の東駐車場は通過となり横浜ゴム発平塚駅行が新設された。

### 平塚駅南口 - 須賀・南口循環方面
- 平12：平塚駅南口 - 明神前 - 須賀港
- 平13：平塚駅南口 → 明神前 → 高浜台 → 稲荷山 → なぎさプロムナード → 商工会議所 → 平塚駅南口（須賀循環）
- 平14：平塚駅南口 → 商工会議所 → なぎさプロムナード → 稲荷山 → 高浜台 → 明神前 → 平塚駅南口（須賀循環）
- 平15：平塚駅南口 → 松風公園入口 → 松風町 → すみれ平 → 湘南海岸公園 → 平塚駅南口（平塚駅南口循環）
- 平16：平塚駅南口 → 湘南海岸公園 → すみれ平 → 松風町 → 松風公園入口 → 平塚駅南口（平塚駅南口循環）
- 平18：平塚駅南口 - 平塚競輪場

平12は相模川河口に近い須賀港へ向かう路線で、ほぼ終日毎時3本運行されている。平13・14は同一循環経路であるものの回り順が異なるために系統番号が分かれているが、高浜高校前方面に先回りする平13は6時台～14時台、その逆回りの平14は9時台 - 21時台の運行で、両者が運行される昼間は毎時各1本が設定されている。平18は競輪開催日のみ運行する無料送迎バスである。

### 平塚駅南口 - 桃浜町・大磯駅方面
- 平39：平塚駅南口 - 桃浜町 - 下花水橋 - 長者町 - 大磯駅
- 平40：平塚駅南口 - 桃浜町 - 下花水橋 - 西海岸

東海道本線の南側を西へ進む路線で、半数以上は大磯町に入る手前の西海岸止まりである平40となっている。昼間は大磯駅行平39が毎時1本、平40が毎時2本で平塚駅発 - 下花水橋間は20分間隔になっている。

### 大磯駅 - 二宮駅・ロングビーチ方面
- 磯06：大磯駅 -（直行）- 大磯ロングビーチ（伊豆箱根バス小田原営業所と共同運行）
- ◆磯07：大磯駅 - 中丸 - 大磯プリンスホテル
- ◆磯13：大磯駅 → 中丸 → 湘南大磯病院 → 石神台東公園前 → 南公園前 → 西公園前 → 湘南大磯住宅入口 → 湘南大磯病院 → 中丸 → 大磯駅
- ◆磯13：大磯駅 → 中丸 → 湘南大磯病院 → 石神台東公園前 → 南公園前 → 西公園前
- ◆磯13：西公園前 → 湘南大磯住宅入口 → 湘南大磯病院 → 中丸 → 大磯駅
- ◆磯13：南公園前 → 西公園前 → 湘南大磯住宅入口 → 湘南大磯病院 → 中丸 → 大磯駅
- ◆磯14：大磯駅 - 馬場 - 湘南大磯病院 - 湘南大磯住宅 - 向山橋 - 二宮駅北口

磯06は夏季運行の直行便であり、本来はエリア外となるものの、目的地と同じ西武グループである伊豆箱根バスとの共同運行路線である。磯06の運行期間中は磯07が運休となる。2014年4月1日のダイヤ改正で磯05・08・09が廃止となり、「花水橋東」「小桜川」停留所が廃止された。2023年4月25日に東海大学大磯病院停留所は「湘南大磯病院」へ名称変更された。

### 二宮駅 - 大磯病院方面
- ◆磯01：大磯駅 - 大磯運動公園前 - 馬場 - 湘南大磯病院 - 虫窪 - 西久保 - 黒岩台 - 西久保 - 堂面 - 二宮駅北口（土曜・休日運休）
- ◆二01：二宮駅北口 → 堂面 → 西久保 → 黒岩台 → 西久保 → 虫窪 → 湘南大磯病院 → 馬場 → 大磯運動公園前 → 大磯駅 → 花水 → 市民病院（土曜・休日運休）
- ◆二02：二宮駅北口 - 堂面 - 西久保 - 黒岩台 - 西久保 - 虫窪 - 湘南大磯病院（土曜・休日運休）
- ◆二03：二宮駅北口 - 堂面 - 西久保 - 黒岩台 - 西久保 - 虫窪 - 湘南大磯病院 - 馬場 - 大磯運動公園前（土曜・休日運休）
- ◆黒01：湘南大磯病院 → 虫窪 → 西久保 → 黒岩台（土曜・休日運休）
- ◆黒02：黒岩台 → 西久保 → 虫窪 → 湘南大磯住宅入口（土曜・休日運休）

大磯町北部を運行するこれらの路線群は、大磯町補助路線バスとして大磯町の補助により運行しているもので、恒01・02は2014年4月1日に運行開始した。2021年4月1日に恒道園前停留所が「黒岩台」へ名称変更されたのに合わせて系統番号が黒01・02へ変更された。2023年4月25日に東海大学大磯病院停留所は「湘南大磯病院」へ名称変更された。
磯01・二01・02・03の素心学院前 - 堂面間は自由乗降区間となっている。

### 茅ケ崎駅 - 円蔵 - 寒川駅南口 - 文教大学方面
- ◆茅25：茅ケ崎駅 - 矢畑 - 円蔵 - 香川駅入口 - 景観寺 - 寒川駅南口
- ◆茅26：茅ケ崎駅 - 矢畑 - 円蔵 - 香川駅入口 - 景観寺 - 寒川駅南口 - 北方 - 文教大学

茅ケ崎駅から相模線に沿って寒川駅・文教大学方面へ向かう路線で、以前は担当営業所が変更されることが多かったが、前身となる路線が2006年5月22日に茅ヶ崎営業所から移管されて以降は、平塚営業所の担当として運行している。朝夕時間帯に毎時3-4本の運行がある以外は、午前中に文教大学発着の茅26、それ以外の日中はおおむね茅25・26で交互運行となるが時間帯によりバラつきがあり、文教大学までの茅26については2時間以上運行されない時間帯がある。

### 本厚木駅発着路線
- 厚55：本厚木駅南口 - 旭町 - 岡田 - 戸田 - 大神 - 田村十字路 - 田村車庫
- 厚88：本厚木駅南口 -（直行）- 平塚競輪場
- 厚110：本厚木駅南口 - 旭町 - 岡田 - 戸田 - ツインシティ大神（土曜・休日運休）

平塚営業所における本厚木駅発着路線は、南口から上記5路線を担当している。本厚木駅周辺は厚木バスセンター発着路線を含めて大多数が厚木営業所の担当で、ソニー厚木と平塚競輪場、および平53（平塚駅 - 大神 - 本厚木駅）の本厚木側の出入庫路線である
厚55を所管しているが、厚55は平塚駅からの折返しで運用に入る便が多いため、本数は少ない。
2023年4月28日のTHE OUTLETS SHONAN HIRATSUKAグランドオープンに先立ち、同年4月25日に厚110が新設された。

### 愛甲石田駅発着路線
- ◆愛02：愛甲石田駅 - あかね台 - すみだ公園 - 愛甲石田駅
- ◆愛02：愛甲石田駅 → あかね台 → すみだ公園（土曜・休日運休）
- ◆愛02：すみだ公園 → あかね台 → 愛甲石田駅

愛02は愛甲石田駅と西部のあかね台団地を反時計回りで循環運行する路線で、以前は伊勢原営業所の担当だったが、湘南神奈交バスへの移管によって平塚営業所の担当となった。早朝・夜間にすみだ公園発着の区間便が設定され、ミニバス色のいすゞ・エルガミオが専属で使用される。

### 海老名駅発着路線
- ◆海73：海老名駅東口 - 海老名市役所 - 東今里 - 中河内 - 十二天 - 才戸第一 - 寒川神社 - 寒川駅（相鉄バス綾瀬営業所と共同運行）

2014年10月1日より、寒川町コミュニティバス北ルートおよび海老名市コミュニティバス本郷ルートの代替として実証運行が開始された路線である。相鉄バスとの共同運行で、神奈川中央交通担当便は寒川町コミュニティバスで使用していた三菱ふそう・エアロミディMEを流用している。両社合わせて平日10往復、休日6往復の運行。当初の運行期間は2015年3月末までだったが、一年間の延長を経て当分の間運行を継続することが発表され、寒川町・海老名市の協力によって車両の塗装を一般路線色へ変更している。
2017年4月1日から本格運行が始まり、運賃支払い方法を申告式前払いから整理券式後払いに変更した。
なお、神奈川中央交通は海73の系統番号だが、相鉄バスは「綾73」となっている。

### 大磯駅 - 平塚駅 - 江の島方面（季節運行）
- 無番（急行）：大磯駅 - 平塚駅南口 - 茅ケ崎駅入口 - 鵠沼海岸 - 江ノ島水族館前 - 江ノ島海岸 - 江の島

2021年7月22日より毎年海の日限定で1往復運行される季節運行便で、1970年代前半まで江ノ電バスとの共同運行として大磯駅 - 藤沢駅（平塚駅・江の島経由）間が運行されており、長期間運行休止していた藤77（藤沢駅 - 江の島 - 辻堂駅）の一部と分けて再開されたことになる。大磯駅から湘洋小学校前までは平塚駅南口、茅ケ崎駅入口、ヘッドランド入口（大磯駅方向は通過）停留所のみ停車し、湘洋中学校前 - 江の島までは各停留所に停車する。

### 寒川神社初詣臨時バス
- 無番：平塚駅北口 -（直行）- 寒川神社
- 無番：本厚木駅南口 -（直行）- 寒川神社

この路線は毎年三が日のみ運行される。

### コミュニティバス
平塚市シャトルバス、寒川町コミュニティバスをそれぞれ参照。

### 空港連絡バス
| 空港連絡用のエアロバス (ひ852) |  | 厚木羽田線に充当された空港リムジン (ひ802) |
| 空港連絡用のエアロバス (ひ852) |  | 厚木羽田線に充当された空港リムジン (ひ802) |

- 厚木羽田線：田村車庫 - 本厚木駅 - 東名大和 - 羽田空港（京浜急行バス新子安営業所との共同運行）
  - 1999年6月14日、運行開始[12]。
  - 2018年9月1日、東名大和に停車開始[13]。
- 厚木成田線：田村車庫 - 本厚木駅 - 成田空港（京成バス千葉営業所との共同運行）2025年7月15日廃止予定[14]
- 町田成田線：相模大野駅 - 町田バスセンター - 成田空港（京成バス千葉営業所と共同運行）

空港リムジンバスは事前予約制となっており、乗車時には係員によって予約名簿の確認が行われるが、当日空席があれば予約なしでも利用可能である。また、田村車庫には空港リムジンバス利用者向けの有料駐車場が設けられている。
厚木羽田線は神奈中便のみ田村車庫発着で、京急便は本厚木駅発着。成田空港線は、町田成田線の相模大野駅発を除いて神奈中便・京成便とも田村車庫発着。田村車庫・本厚木駅 - 空港線は東名高速道路（厚木インターチェンジ - 横浜町田インターチェンジ）から保土ヶ谷バイパスに入るため、道路が渋滞すると空港到着が遅れる場合がある。道路渋滞で神奈中便の空港到着が遅れた場合、折り返し便は臨時で京急車が所定時刻で本厚木駅まで運行し、本厚木駅から田村車庫まで“シャトル便”の形で神奈中車が運行する。また成田空港線は東京湾アクアライン経由になることもある。
2018年9月1日より厚木羽田線が東名大和バス停に停車を開始した。
新型コロナウイルス感染症の影響で、全便運休しているが、2021年11月16日から、厚木羽田線のみ全便運行再開した。後述する海老名羽田線は2024年5月31日をもって廃止された（実際には2020年9月1日から運休していたため、同年8月31日が最終運行日となった）。

### 都市間高速バス
- 富士急ハイランド・河口湖線（藤沢・厚木線）：藤沢駅北口 - 辻堂駅北口 - 本厚木駅北口 - 富士急ハイランド - 河口湖駅（富士急モビリティと共同運行）

2015年8月10日に運行が開始された富士急ハイランド方面の昼行高速バスで、当初は富士急山梨バスと共同運行だったが、2017年4月に富士急湘南バス（現・富士急モビリティ）へ移管された。

### 夜行高速バス
- 高速バス路線を参照のこと。

## 廃止・移管路線

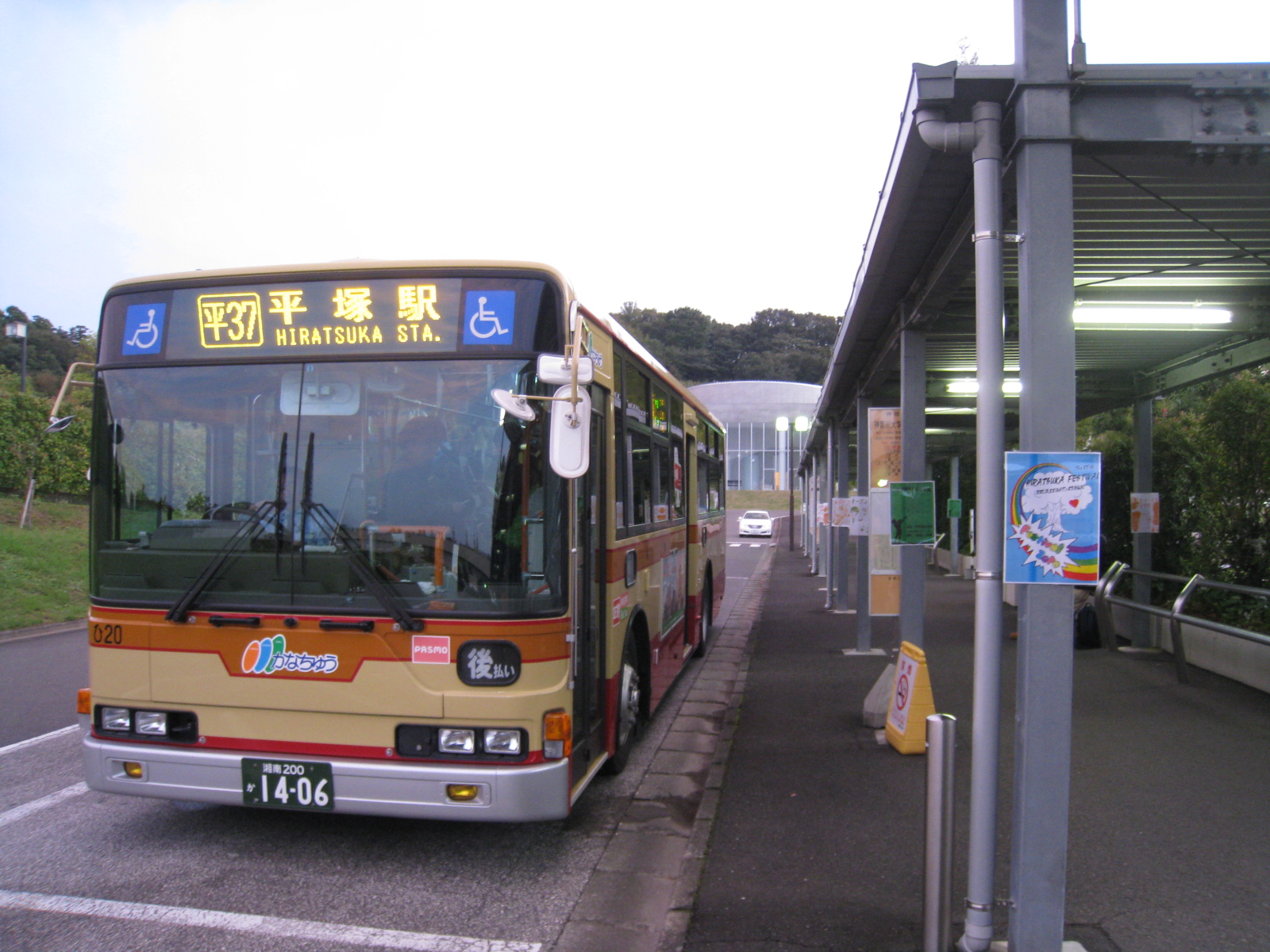
神奈川大学校舎前 (ひ20)

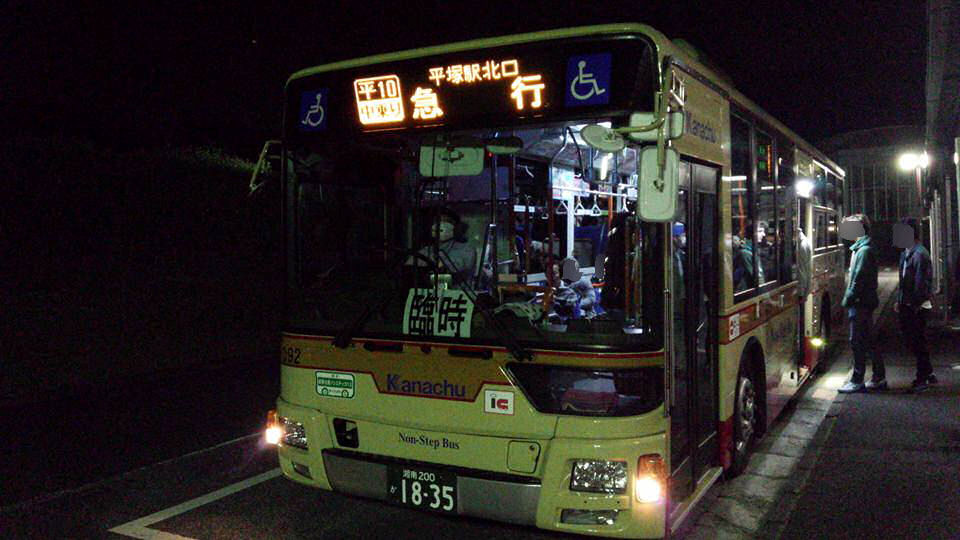
第28回平塚祭開催に伴う臨時便で運行された平10の平塚駅行き (ひ92)

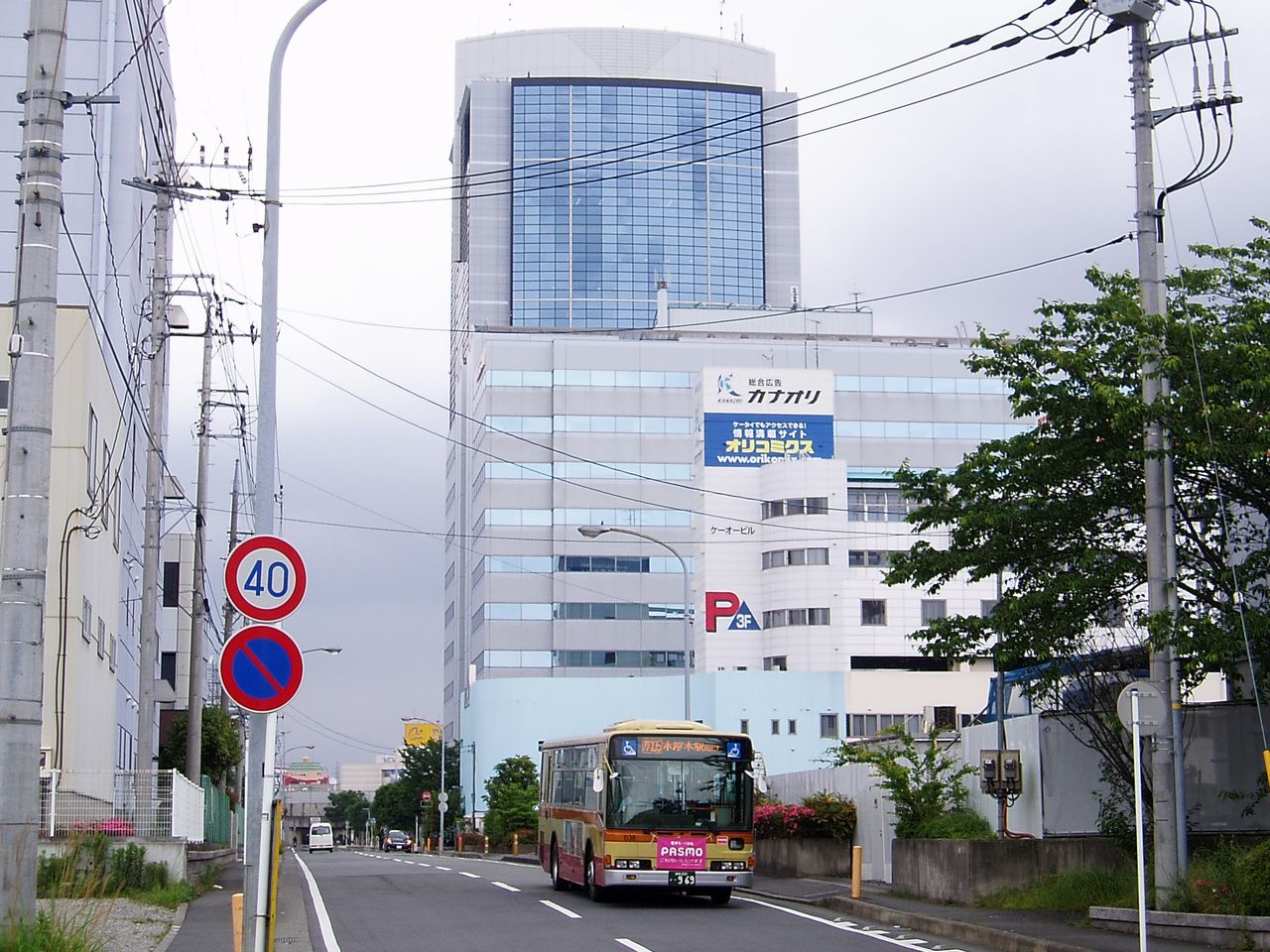
平塚担当の厚105は一般車を充当していた。現在は厚木所属のツインライナー限定運用のため見られない。 (ひ38)

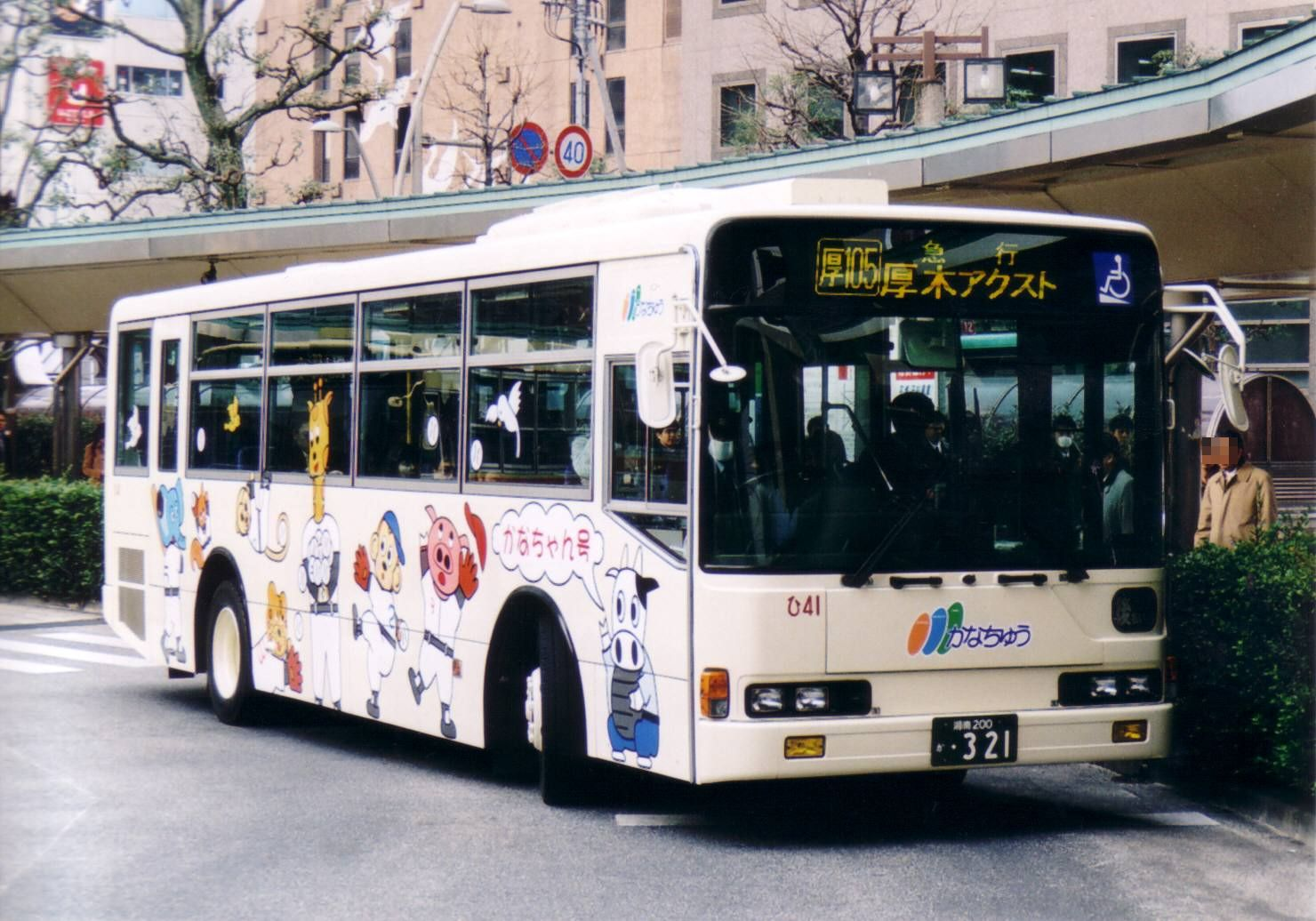
かなちゃん号も厚木アクストへ充当された (ひ41)

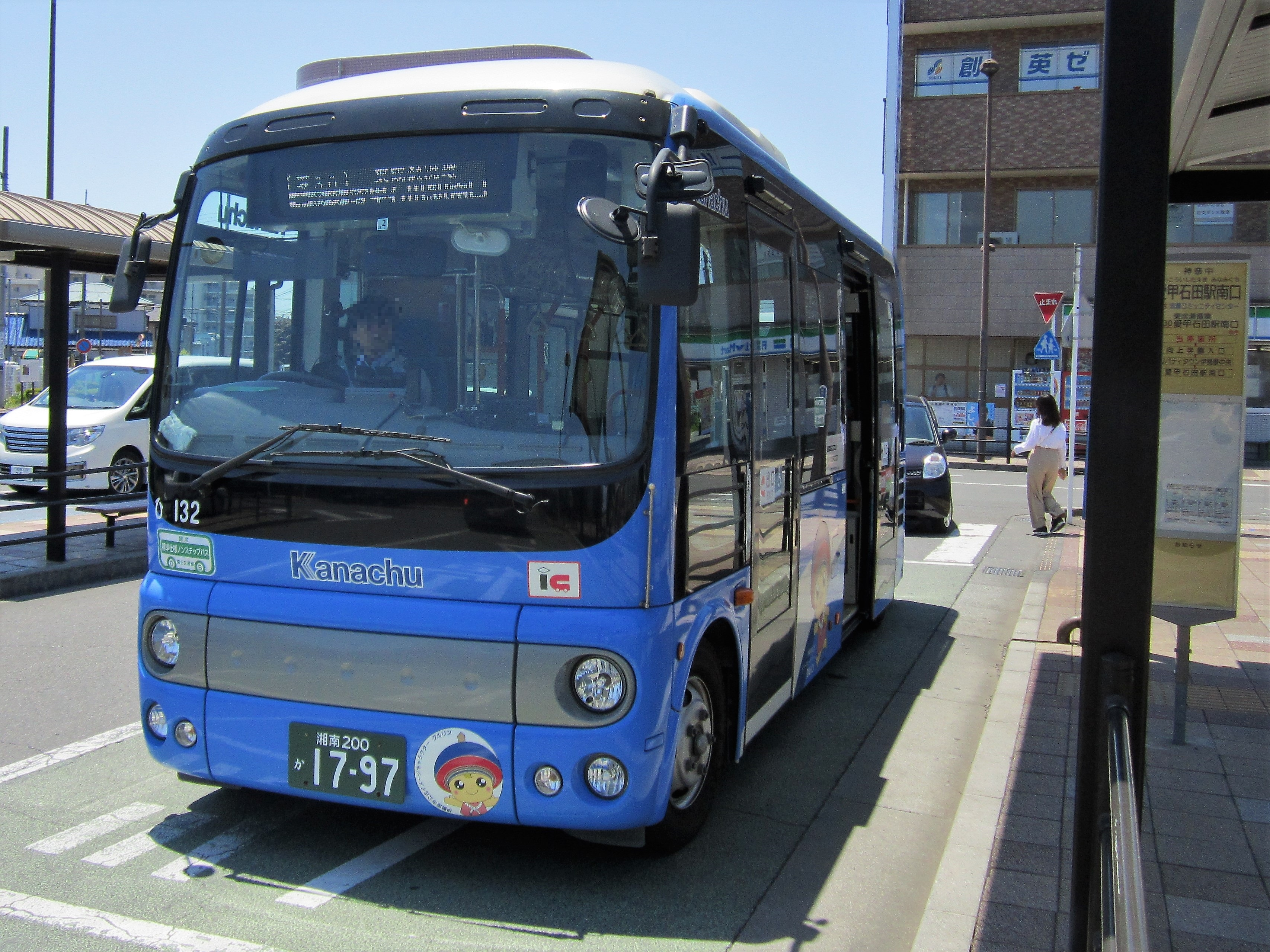
愛30は伊勢原市キャラクター「クルリン」ラッピングの日野・ポンチョが使用された。(ひ132)

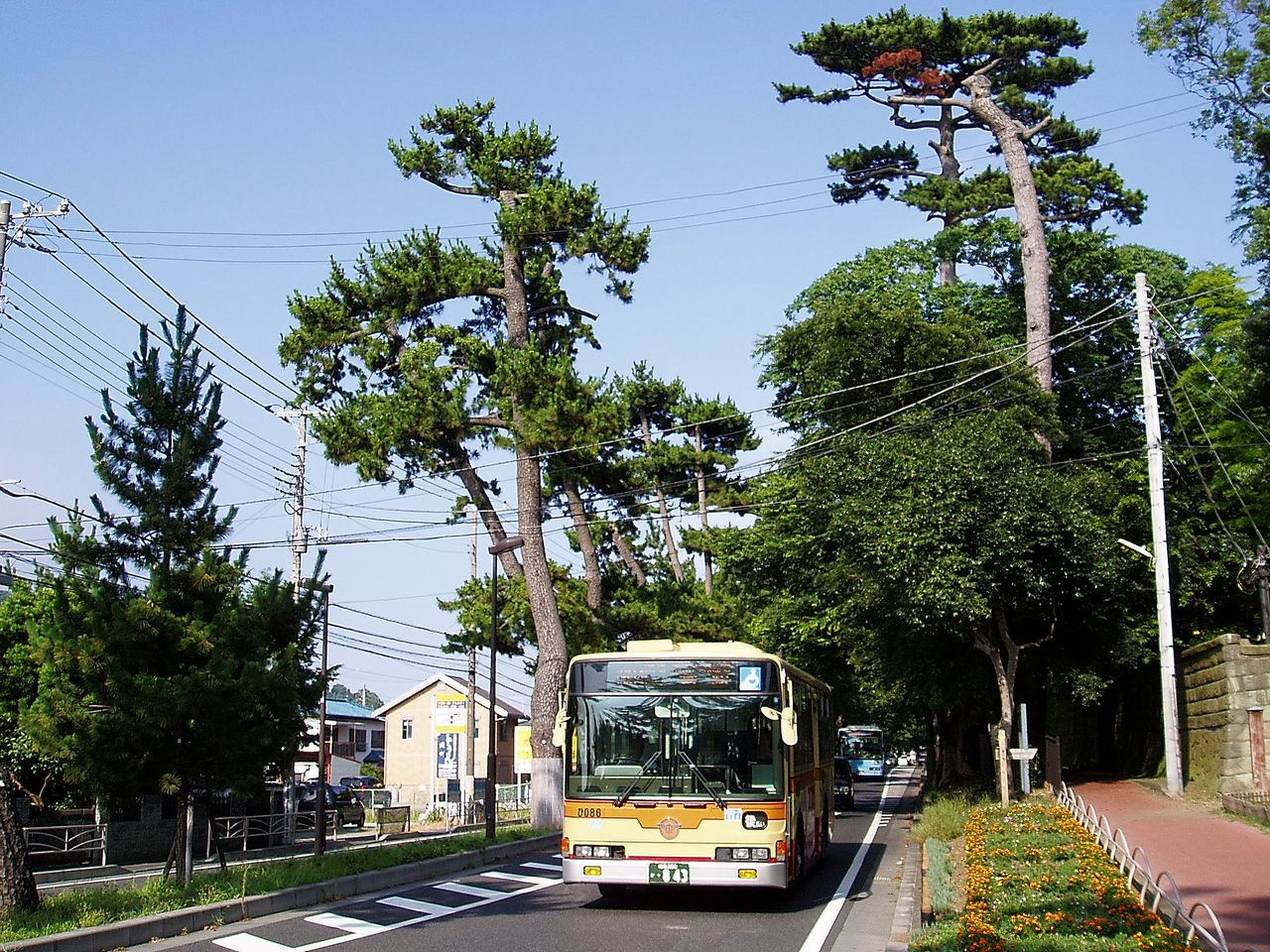
白岩大門付近 (ひ086)

- 平01：平塚駅北口 - 今宿 - 小谷 - 用田車庫

茅ヶ崎営業所から移管されたが、その後再び茅ヶ崎営業所へ移管された。
- 平03：平塚駅北口 - 今宿 - 小谷 - 用田車庫 - 吉岡芝原 - 寺尾 - さがみ野駅

平塚駅からさがみ野駅へ向かう長距離路線だったが、1993年9月27日に廃止された。
- 平08（初代）：平塚駅 - 中堂 - 長瀞 - 小松前 - 東八幡工業団地

2003年10月6日のダイヤ改正で循環化された。
- 平08（二代）：平塚駅北口 - 八幡 - 古河電工前 - 全農前 - 東八幡工業団地 - 不動ケミカル前 - 長瀞 - 馬入橋 - 平塚駅北口（土曜・休日運休）
- 平10（急行）：平塚駅北口 → 南河内 →（日向岡トンネル）→ 神奈川大学 → 神奈川大学校舎前（土曜・休日運休）

2023年2月18日のダイヤ改正で廃止された。
- 平13（初代）：平塚駅南口 → 明神前 → さざなみ公園 → 港公園前 → 教会前 → 平塚駅南口（須賀循環）
- 平14（初代）：平塚駅南口 → 教会前 → 港公園前 → さざなみ公園 → 明神前 → 平塚駅南口（須賀循環）

1996年頃に稲荷山経由へ経路変更された。
- 平15（初代）：平塚駅南口 → 杏雲堂入口 → 松風町 → 龍城ヶ丘 → 湘南海岸公園前 → 平塚駅南口（南口循環）
- 平16（初代）：平塚駅南口 → 湘南海岸公園前 → 龍城ヶ丘 → 松風町 → 杏雲堂入口 → 平塚駅南口（南口循環）

平塚駅南口から松風町方面を循環運行する系統で、「南口循環」と称された。2005年12月1日に湘南神奈交バスへ移管されたが、2012年4月2日に経路変更された。
- 平17：平塚駅北口 - 明石町 - 劇場前 - 龍城ヶ丘 - 湘南海岸公園 - 平塚駅南口（市内循環）

1999年2月1日に湘南神奈交バスへ移管されたのち、2003年1月16日に廃止された。
- 平19：平塚駅北口 - 海岸 - 大磯駅
- 平21（初代）：平塚駅 - 中里 - 農業高校
- 平22（初代）：平塚駅 - 諏訪町 - 農業高校

農業高校への通学路線だったが、1990年代には市民病院方面へ延伸された。
- 平22（二代）：平塚駅北口 → 八間通り → 豊田道 → 諏訪町 → 農業高校 → 市民病院前（深夜バス）

2021年2月22日に深夜バスのみ廃止された。
- 平23：南原土手 → 市民病院 → 古花水 → 平塚駅北口（土曜・休日運休）

平塚駅と南原土手を結ぶ短距離路線だが、2004年8月11日に平塚駅方向のみ運行へ変更され、2021年2月22日のダイヤ改正で廃止された。最末期は平日早朝に1便運行されるのみだった。
- 平24：平塚駅北口 → 八間通り → 豊田道 → 古花水 → 市民病院前 → 南原土手 → 追分 → 横浜ゴム前 → 平塚駅北口（土曜・休日運休）

平日早朝に1便のみ運行する横浜ゴム経由の循環路線だが、2021年2月22日のダイヤ改正で廃止された。
- 平25：平塚駅北口 - 古花水 - 山下団地入口 - 高村団地
- 平27：平塚駅北口 - 古花水 - 山下団地

山下団地発着の平27が早朝のみ運行する他は全て高村団地発着だった。2017年1月31日のダイヤ改正で、山下団地経由で高村団地発着の平29へ統合廃止された。
- 平28（初代）：平塚駅 - 古花水 - 上平塚 - 湘南日向岡

現在は中里経由へ経路変更して運行中である。
- ◆平28（二代）：平塚駅北口 → 見附町 → 中里 → 平塚農商高校 → 大町 → 湘南日向岡（深夜バス）（土曜・休日運休）

2024年4月1日に深夜バスのみ廃止された。
- 平37（初代）：平塚駅 - 古花水 - 山下団地入口 - 北河内 - 長久保 - 神奈川大学
- 平37（初代）：平塚駅 →  古花水 →  山下団地入口 →  北河内 →  長久保 →  神奈川大学校舎前 → 神奈川大学（朝のみ運行、土曜・休日運休）

神奈川大学校舎前経由の便は1996年4月1日に開設、当初は「神奈川大学校舎前経由神奈川大学行」として運行されており、神奈川大学校舎前は降車専用に近い扱いだった。2002年に揃って神奈川大学校舎前発着へ変更され、後述の平37（二代）に変更された。
- 平38（初代）：平塚駅北口 - 古花水 -（日向岡トンネル）- 神奈川大学（土曜・休日運休）
- 平38（初代）：平塚駅北口 → 古花水 →（日向岡トンネル） →  神奈川大学校舎前 → 神奈川大学（朝のみ運行、土曜・休日運休）

1999年開設、前述のとおり当初は平37のまま「トンネル経由」のサボを前面窓に掲出して運行していた。2001年3月30日のダイヤ改正で平38へ系統番号が変更された。2002年に揃って神奈川大学校舎前発着へ変更され、後述の平38（二代）に変更された。
- 平37（二代）：平塚駅 - 古花水 - 山下団地入口 - 北河内 - 長久保 - 神奈川大学 - 神奈川大学校舎前
- 平38（二代）：平塚駅 - 古花水 - 山下団地入口 -（日向岡トンネル）- 神奈川大学 - 神奈川大学校舎前

2023年2月18日のダイヤ改正で神奈川大学校舎前への乗り入れが廃止され、全便が神奈川大学での折返しとなった。
- 平40：平塚駅南口 → 羽衣公園入口 → 桃浜町 → 花水台 → 下花水橋 → 西海岸（深夜バス）

2021年10月16日に深夜バスのみ廃止された。
- ◆平41：平塚駅北口 - 古花水 - さざれ石 - 二宮駅南口 - 国府津駅
- ◆平43：平塚駅北口 - 古花水 - 大磯駅 - 二宮駅南口 - 国府津駅
- 平44：平塚駅北口 → 八間通り → 古花水 → さざれ石 → 城山公園前 → 大磯プリンスホテル入口 → 国府新宿 → 塩梅橋 → 二宮駅南口 → 町屋 → 国府津駅→ 印刷局前 → 小田原駅（平日・休日運休）
- 平45：小田原駅 → 小田原町 → 印刷局前 → 国府津駅 → 町屋 → 二宮駅南口 → 塩梅橋 → 国府新宿 → 大磯プリンスホテル入口 → 城山公園前 → さざれ石 → 古花水 → 八間通り → 平塚駅北口（平日・休日運休）

平塚駅と東海道線二宮駅・国府津駅を経て小田原駅へ向かう路線で、神奈川中央交通で最も南西部へ向かう路線である。歴史は古く、茅06（茅ケ崎駅 - 町屋 - 平塚駅）と同様に1963年の「全国バス路線便覧」には“平塚駅 - 古花水 - 二宮駅”と“平塚駅 - 大磯駅”の記載があり、1960年代には小田原駅へ延伸された。しかし、1980年代から国府津駅以西を箱根登山バスへ移管したことで各系統が廃止・移管や減便され、平44・45は本数を削減されながらも運行を続けている。平45は当初、小田原駅へ乗り入れずに手前の小田原町で折り返していたが、2002年4月の経路変更で乗り入れを開始した。2003年にはさらなる効率化のため、平日・土曜の運転を廃止してそれぞれ片道ずつ1便の運行へ削減されたが、2021年2月22日ダイヤ改正にて運行日が土曜日に変更され、2024年4月1日のダイヤ改正で廃止された。
- ◆平46：平塚駅北口 - 古花水 - さざれ石 - 二宮駅南口
- ◆平47：平塚駅北口 - 古花水 - 大磯駅 - 二宮駅南口

2016年3月26日に平43・46・47が秦野営業所へ移管、平41は廃止された。
- 平50（初代）：平塚駅 - 四之宮 - 田村十字路 - 大神
- 平50（初代）：平塚駅 → 四之宮 → 田村十字路 → 大神（深夜バス）

2012年2月1日にリバーサイド前発着へ延伸された。
- 平56（急行）：平塚駅北口 → 東駐車場 → 横浜ゴム食堂（土曜・休日運休）

2023年3月18日のダイヤ改正で東駐車場は通過となった。
- 平59：平塚駅北口 - 田村十字路 - 寒川十字路 - 寒川駅 - 寒川神社（平日・土曜運休）

2002年10月16日に廃止された寒川神社へのアクセス路線で、休日午前に1便が運行されたが、正月三が日などには増発された。
- 平60（初代）：田村車庫 - 田村十字路 - 寒川神社

田村車庫発着にも関わらず「平」系統を名乗った。平59の出入庫だが、平59より早期に廃止されている。
- 平63：平塚駅北口 → 明石町 → 美術館入口 → 総合公園 → 伊勢山 → 大野農協 → 坂口 → 横内団地 → 田村車庫（深夜バス）

2021年10月16日に深夜バスのみ廃止された。
- 平64：平塚駅北口 - 八幡 - 古河電工前 - 小松前 - 東八幡工業団地 - 不動ケミカル前 - 古河電工前 - 八幡 - 平塚駅北口（土曜・休日運休）

2023年2月18日のダイヤ改正で廃止された。
- 平68（初代）：平塚駅北口 - 横内団地 - 厚木市文化会館 - 厚木バスセンター

昭和時代末期には愛甲石田駅発着へ短縮されているが、詳細は不明である。
- 平70（急行）：平塚駅北口 - 東海大学1号館前 - 東海大学前駅南口

2023年2月18日のダイヤ改正で秦野営業所に移管された。
- 茅05：茅ケ崎駅 → 鶴嶺小学校 → 平塚駅

国道1号の改修工事中は茅06の平塚駅方向が運行できなくなるため、迂回路線として暫定的に設定された臨時路線。改修工事終了と同時に運行を終えた。
- 茅10：平塚駅南口 - 海岸 - 茅ケ崎駅南口
- 茅24：茅ケ崎駅 - 円蔵 - 一之宮 - 寒川十字路 - 寒川神社

茅ケ崎駅からの寒川神社へのアクセス路線で、2000年10月16日に茅ヶ崎営業所から移管された。2001年4月2日に湘南神奈交バスへ移管されたのち、2002年10月16日に廃止された。
- 茅25（初代）：茅ケ崎駅 - 円蔵 - 景観寺

2002年10月16日のダイヤ改正で新設されたが、2004年1月5日に寒川駅発着へ延伸された。
- 茅26（初代）：茅ケ崎駅 - 円蔵 - 岡田 - 東洋通信機前 - 寒川神社

茅ケ崎駅からの寒川神社へのアクセス路線で、2000年10月16日に茅ヶ崎営業所から移管された。2001年4月2日に湘南神奈交バスへ移管されたのち、2002年10月16日に廃止された。
- 厚55：寄木神社前 → 大神 → 戸田 → 岡田 → 旭町 → 本厚木駅南口

厚56・109の出庫便で片道運行だったが、2012年2月1日のダイヤ改正で廃止された。
- 厚56（初代）：本厚木駅南口 - 小田急通り - 旭町 - 岡田 - 戸田 - 大神 - 田村十字路 - 田村車庫
- 厚56（二代）（急行）：本厚木駅南口 - 岡田一本杉

2012年12月16日に新設されたソニー厚木へのアクセス路線だが、暫定路線のため、2013年1月15日にソニー厚木第2テクノロジーセンター発着路線へ延伸された。
- 厚56（三代）（急行）：本厚木駅南口 -（直行）- ソニー厚木第二テクノロジーセンター
- 厚105：厚木バスセンター - 本厚木駅南口 - 岡田一本杉 - 岡田電話局 - 厚木アクスト
- 厚105 （急行）：厚木バスセンター - 本厚木駅南口 - 厚木アクスト

厚木営業所との共同運行で、厚木は「ツインライナー」限定、平塚営業所は一般車を充当させた。2013年3月4日に全便が厚木営業所へ移管された。
- 厚109：本厚木駅南口 - 東京農業大学

厚木営業所へ移管された。
- 厚111（急行）：本厚木駅南口 - 岡田一本杉 - 岡田電話局前 - 戸田 - ツインシティ大神（平日運休）

2024年1月16日のダイヤ改正で廃止されたが、平日運休のため、同年1月14日が最終運行となった。
- 磯01（初代）：大磯駅 → 八坂神社 → 馬場 → 東海大学大磯病院 → 虫窪 → 西久保 → 堂面 → 二宮駅北口

2012年4月2日に大磯運動公園経由へ経路変更された。
- 磯02：大磯駅 - 八坂神社 - 馬場 - 月京 - 虫窪 - 西久保

2003年4月1日に廃止された。
- 磯05：大磯駅 → 山王町 → 化粧坂 → 花水 → 高麗清水 → 小桜川 → 東町三丁目 → 山王町 → 大磯駅（高麗循環）（土曜・休日運休）

2012年4月2日に新設された高麗循環で、平日日中時間帯に1便が設定されたが、利用客が定着せず、2014年4月1日に廃止された。
- 磯08：恒道園前 → 西久保 → 虫窪 → 東海大学大磯病院 → 大磯運動公園前 → 白岩神社東 → 大磯駅（土曜・休日運休）
- 磯09：大磯運動公園前 → 東海大学大磯病院 → 虫窪 → 西久保 → 恒道園前（土曜・休日運休）

2012年4月2日に新設されたが利用客が定着せず、2014年4月1日に廃止された。
- 磯11：大磯駅 - 湘南大磯住宅 - 虫窪 - 二宮駅北口
- 磯12：大磯駅 - 湘南大磯住宅 - 虫窪 - 西久保
- 二02（初代）：二宮駅北口 - 堂面 - 西久保 - 虫窪 - 東海大学大磯病院

2012年4月2日に恒道園前経由へ経路変更された。
- 二04：湘南大磯住宅入口 → 虫窪 → 西久保 → 恒道園前 → 堂面 → 二宮駅北口（土曜・休日運休）
- ◆愛30：愛甲石田駅南口 → 成瀬コミュニティセンター → リバティタウン伊勢原 → 愛甲石田駅南口

2014年3月10日に開業した愛甲石田駅南口から東成瀬地区へ向かう東成瀬循環で、伊勢原市公式イメージキャラクター「クルリン」のイラストがラッピングされた日野・ポンチョが専属で使用される。2023年4月1日に伊勢原営業所へ移管された。
- 無番：高村団地 - めぐみが丘西 - めぐみが丘北 - 湘南めぐみが丘
- 無番：古花水 → さざれ石 → 大磯小学校前 → 大磯駅（土曜・休日運休）

平日早朝に大磯駅方向に1便が運行されていた古花水始発の区間便だが、2022年4月1日に廃止された。

### 高速路線

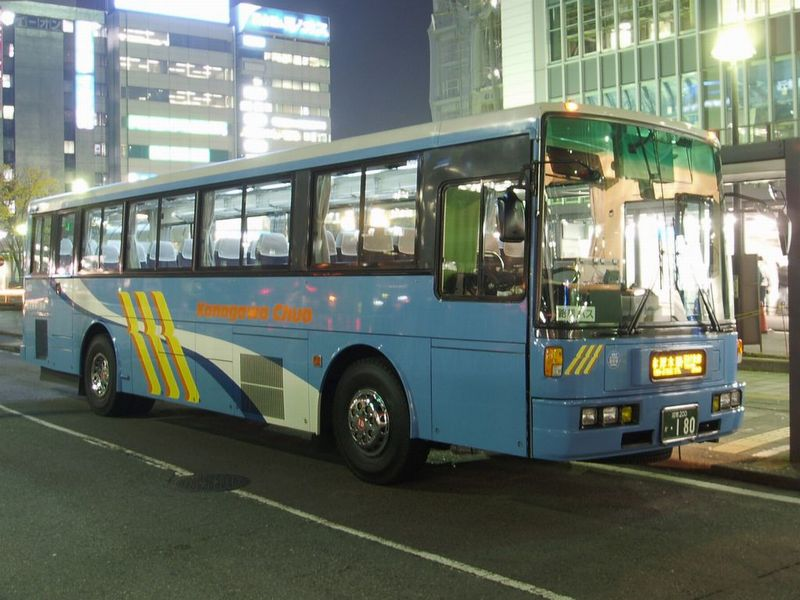
平塚・厚木 - 新横浜線 (ひ812)

- 昼行高速：田村車庫 - 本厚木駅南口 - 厚木アクスト - 新横浜駅

2006年11月17日に開設。県央地域から東海道新幹線に接続する役割を持ったが、2008年2月29日に廃止。
- 空港連絡バス茅ヶ崎成田線：茅ケ崎駅 - 辻堂駅 - 藤沢駅 - 戸塚バスセンター - 成田空港

当初は京成バスとの共同運行だったが、2016年より成田空港交通との共同運行に変わり、同年9月で運行から撤退（乗車券販売のみ継続）し、成田空港交通の単独運行となった。
- 圏央ライナー（川越湘南線）：藤沢駅北口 - 辻堂駅北口 - 本厚木駅北口 -（圏央道）- 川越駅西口 - 本川越駅 - 神明町車庫

2019年3月16日に圏央道を活用した新路線として藤沢駅と川越駅を結ぶ「圏央ライナー」が開業した。1日2往復の運行だが、2020年7月18日から東武バス担当便については辻堂駅を経由せず、江ノ島水族館・江ノ島海岸（藤沢方向のみ）・江ノ島駅経由へ経路変更を実施し、神奈川中央交通担当便は従来通り辻堂駅を経由する。2022年8月31日をもって東武バスが撤退し、同年9月3日より神奈川中央交通の単独運行となった。
新型コロナウイルス感染症の影響で土曜・日曜・祝日のみ運行していたが、2024年3月31日をもって廃止された。
- 空港連絡バス海老名羽田線：海老名駅 - 羽田空港

2012年3月30日に運行を開始し、相鉄バス綾瀬営業所・京浜急行バス新子安営業所との共同運行だった。空港連絡バスのうち当路線のみ予約不要で、先着順での乗車となっていた。2024年5月31日をもって廃止された。
- 富士急ハイランド・河口湖線（町田・橋本線）：南町田グランベリーパーク駅 - 町田バスセンター - 橋本駅 - 富士急ハイランド - 河口湖駅（富士急モビリティと共同運行）

2015年8月10日に運行が開始された昼行高速バスで、当初は富士急山梨バスと共同運行だったが、2017年4月に富士急湘南バス（現・富士急モビリティ）へ移管された。同年7月1日より南町田駅（現・南町田グランベリーパーク駅）への乗り入れを開始した。2025年4月16日より富士急モビリティの単独運行となった。

### 深夜急行バス
- 平塚線（ミッドナイトアロー湘南）：東京駅八重洲南口 → バスタ新宿 → 新宿駅西口 → 戸塚駅西口 → 立場駅 → 湘南台駅東口 → 藤沢駅北口 → 辻堂駅北口 → 茅ケ崎駅北口 → 平塚駅北口

| :「ミッドナイトアロー湘南」は神奈川中央交通とジェイアールバス関東との共同運行。神奈川中央交通担当車は下記の羽田空港線用車両と同一である点に注目。 (ひ802)／(H654-87435) |  | :「ミッドナイトアロー湘南」は神奈川中央交通とジェイアールバス関東との共同運行。神奈川中央交通担当車は下記の羽田空港線用車両と同一である点に注目。 (ひ802)／(H654-87435) |
| :「ミッドナイトアロー湘南」は神奈川中央交通とジェイアールバス関東との共同運行。神奈川中央交通担当車は下記の羽田空港線用車両と同一である点に注目。 (ひ802)／(H654-87435) |  | |

1990年2月22日に新設された、東海道線方面への深夜急行バスであった。愛称は「ミッドナイトアロー湘南」で、ジェイアールバス関東（東京支店第二課）との共同運行路線で開業した。運行開始当初は1日2便で、新宿駅始発の同一経路だったが、同年10月8日からは1便を東京駅始発へ変更の上、横浜駅・保土ヶ谷駅・戸塚駅・湘南台駅経由へ経路変更を実施した。なお、2便運行の際に戸塚駅・辻堂駅までの運賃は経由に関わらず同一だった。既に新宿駅 → 本厚木駅への深夜急行バスを運行していた神奈川中央交通だが、東海道線沿線へ向けての深夜急行バスを開設するようになったのは、東海道線沿線の通勤客の流れは新宿駅よりも東京駅の方が圧倒的に多く、湘南新宿ラインも開業していない時代だったため、新路線は東京駅経由または始発として運行することとなった。この際にジェイアールバス関東との共同運行となったが、ジェイアールバス関東が深夜急行バスを担当するのはこれが初で、半年ごとに両社で担当便を入れ替えていた。
その後、バブル崩壊の不況による乗客減少のため、1995年9月1日にジェイアールバス関東が撤退、同日からは神奈川中央交通の単独運行となり、同時に2路線を統合して1日1便体制とした。この時、ジェイアールバス関東の撤退を受けて「ミッドナイトアロー湘南」の愛称は使用されなくなった。ジェイアールバス関東は運行撤退後も支援を続けており、運営するネット予約サイト「高速バスネット」での予約も可能となり、深夜急行バスでは数少ないネット予約・クレジットカード決済が可能な路線となっていた。
使用車両は、神奈川中央交通では当初は貸切車を転用した55人乗りハイデッカーだったが、その後は空港連絡バス羽田線用の車両と共通となっている。ジェイアールバス関東では、東名ハイウェイバスと共通運用のトイレ付き40人乗りハイデッカーで、国鉄専用型式MS735SAも運用されたほか、予備車の関係で36人乗りスーパーハイデッカーが使用されることもあった。ジェイアールバス関東の担当便はトイレ付き車両だったが、深夜急行バスでトイレ付き車両が運用されることがパンフレットで公式にアナウンスされていたのは、これが唯一の例であった。
新型コロナウイルス感染症の影響で2020年4月13日から運休していたが、2024年12月1日付で廃止。2020年4月10日が事実上の最終運行日となった。
- 本厚木線：東京駅八重洲南口 → バスタ新宿 → 新宿駅西口 → 南町田グランベリーパーク駅 → 町田バスセンター → 相模大野駅北口 → 小田急相模原駅 → 相武台前駅 → 海老名駅 → 本厚木駅

1989年12月22日に運行開始された深夜急行バスで、当初は新宿駅始発・金曜深夜のみ運行していたが、2011年10月31日深夜より海老名駅への乗り入れを開始、同時に平日運行へ拡大された。2012年12月3日深夜からは東京駅始発・新宿駅経由へ延伸され、東京駅周辺から小田急線沿線へのアクセスが可能となった。
2016年4月4日には「バスタ新宿」開業によって、新宿駅の乗り場が新宿駅新南口からバスタ新宿へ移設されたほか、2017年7月3日には南町田駅（現・南町田グランベリーパーク駅）へ立ち寄るよう経路変更が実施された。
新型コロナウイルス感染症の影響で2020年4月17日から運休していたが、2024年12月1日付で廃止。2020年4月10日が事実上の最終運行日となった。

## 車両

### 路線車
以前は4メーカーとも導入していたが、契約輸送用を除くと1980年代後半には日野車、2010年代にはUDトラックス（旧:日産ディーゼル）車が全廃された。その後、2016年3月に日野・ブルーリボンハイブリッドが2台導入され、日野車が復活した。最近では大型車は三菱ふそう車、中型車はいすゞ車の導入が進んでいる。
2005年2月1日、厚木市内でバスロケーションシステムが導入されたことに伴い、2010年12月15日までは厚木市内へ乗り入れる路線はGPS装備車両に限定されていた。
中型車は8台配置されており、そのうち2台は三菱ふそう・エアロミディ-Sで、ほかはいすゞ・エルガミオである。2014年7月には、神奈中で初めてとなるMP38系エアロスターノンステップバスが4台導入された。MP38系エアロスターノンステップバスは2014年10月以降も導入をし続けている。さらに2016年3月には日野・ブルーリボンのハイブリッドノンステップバスが2台導入している。日産ディーゼル車の全廃後も日産ディーゼルからのOEM供給車である西日本車体工業製ボディのエアロスターSが5台、エアロミディーSが3台在籍している。
2016年8月に伊勢原営業所から日野・ブルーリボンシティが神奈川中央交通西（転入当時は湘南神奈交バス）に3台転入し、後にLEDと運賃箱が取り付けられ一般路線に運用されるようになった。
2023年3月には神奈中グループ初の電気バスとしてBYD・K8が1台導入されたほか、翌4月には追加でもう1台導入された。
小型車は、日野・ポンチョが10台所属し、うち2台は伊勢原市公式イメージキャラクター「クルリン」のイラスト入りで、愛30専用である。その他、平塚市シャトルバス用が1台、寒川町コミュニティバスと海73用に4台配置されている。

### 高速車
羽田線および深夜急行で用いられる車両はトイレが設置されていない三菱ふそう・エアロエースと日野・セレガHDで、成田空港線と都市間高速用の車両は長距離のためにトイレ付きの三菱ふそう・エアロエースが使用される。なお、2020年3月には成田空港線用として、トイレ・車椅子用エレベーター付きのエアロエースを導入したが、現在は新型コロナウイルス感染症の拡大により運休となっている。
2006年11月より新横浜線の運行が開始されたため、専用車両として秦野営業所より日産ディーゼルKC-UA521NANが転入し、同線で運用されていたが、現在は路線廃止により平塚競輪輸送用に転用された。

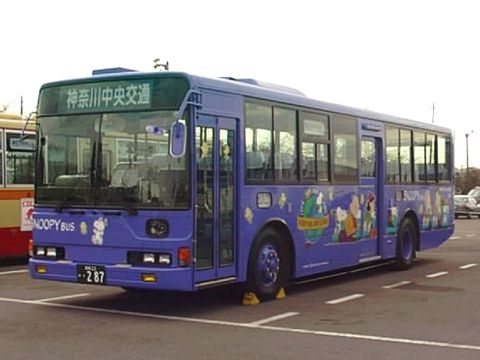
三菱ふそうエアロスター「スヌーピーバス」 (ひ132)
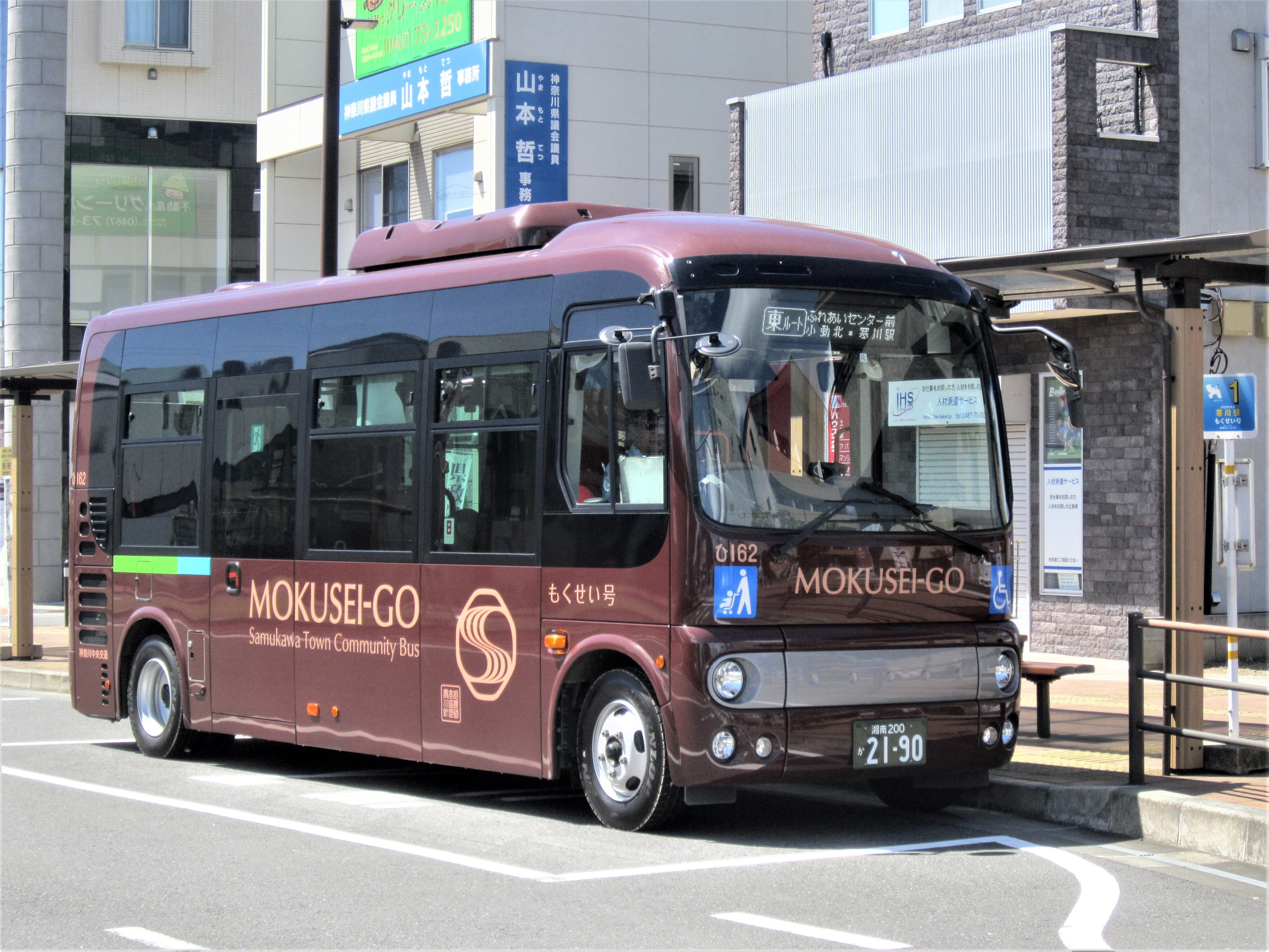
寒川町コミュニティバス「もくせい号」(ひ162)

### 相模湾アーバンリゾート・フェスティバル1990シャトルバス
| アスキス・マスコット「SURF '90 」シャトルバス |  | アスキス・マスコット「SURF '90 」シャトルバス |
| アスキス・マスコット「SURF '90 」シャトルバス |  |                                               |

1990年に開催されたイベント「相模湾アーバンリゾート・フェスティバル1990」(SURF '90) において、平塚駅から会場への臨時シャトルバスが運行され、本営業所が運行を担当した。車両はフォード・トランジットの車体にクラシック調車体を架装した「アスキス・マスコット」が使用された。SURF'90開催記念の神奈中バスカードが発売された（シャトルバス車両では神奈中バスカードは利用不可）。